# Список померлих 1986 року
Це список значимих людей, що померли 1986 року, упорядкований за датою смерті.

## Січень

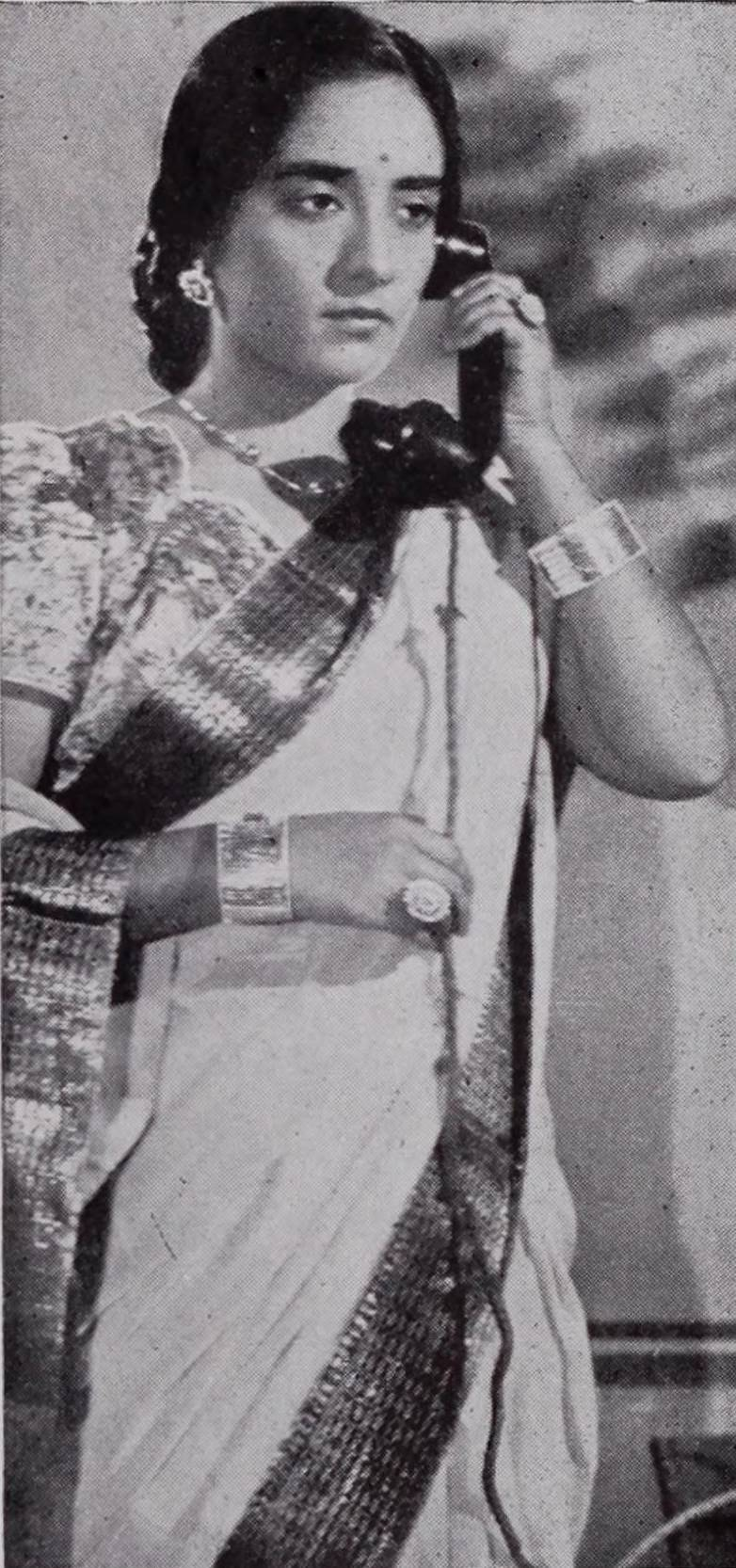
Ратан Бай
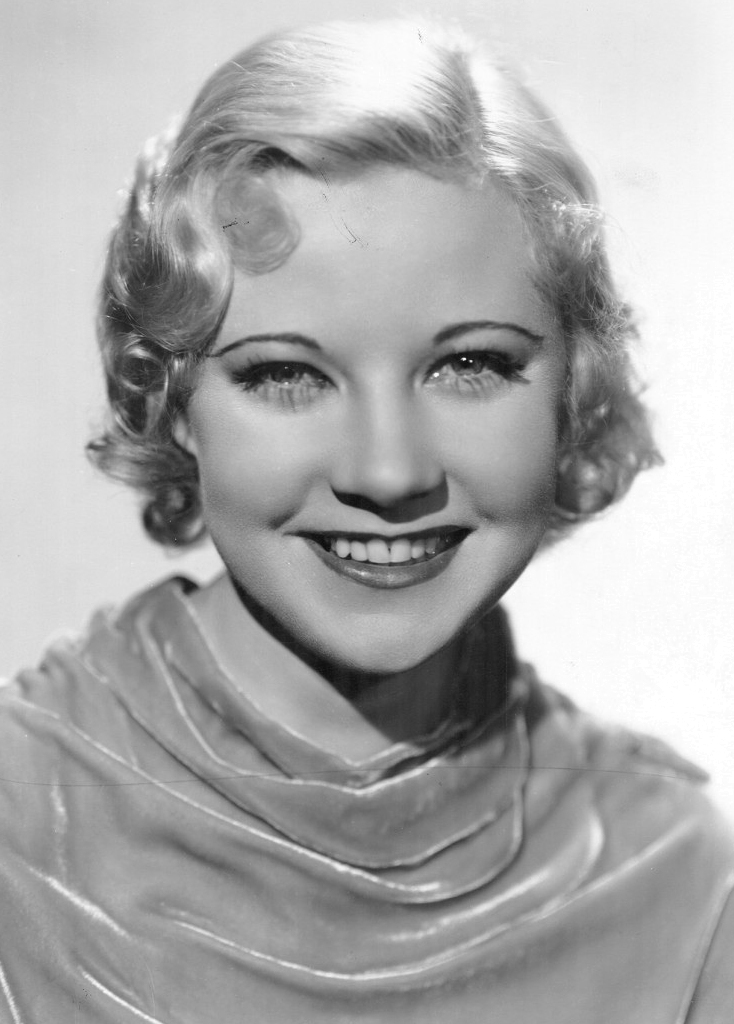
Уна Меркел
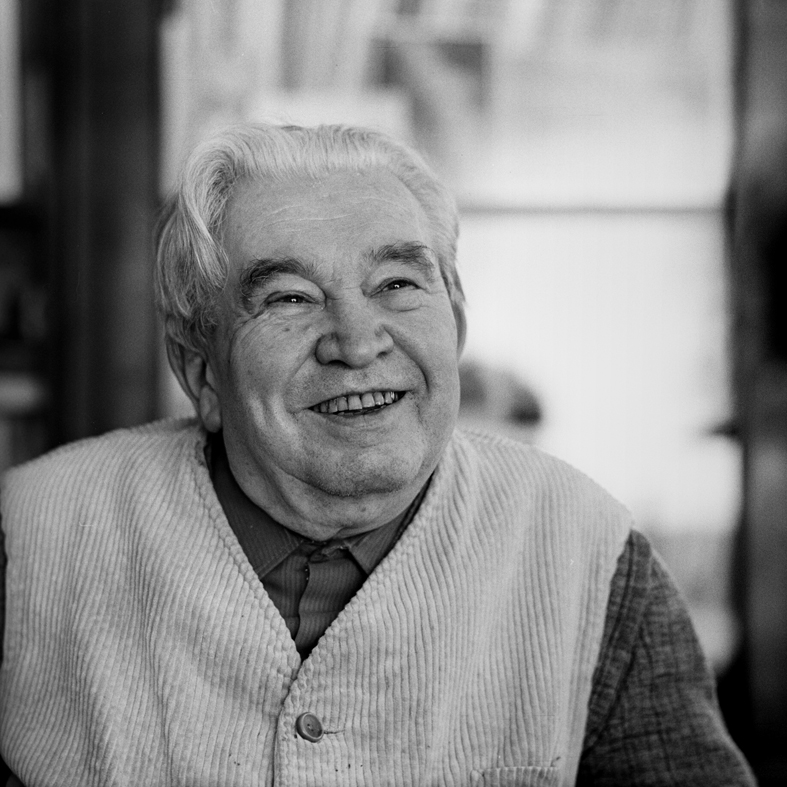
Ярослав Сайферт
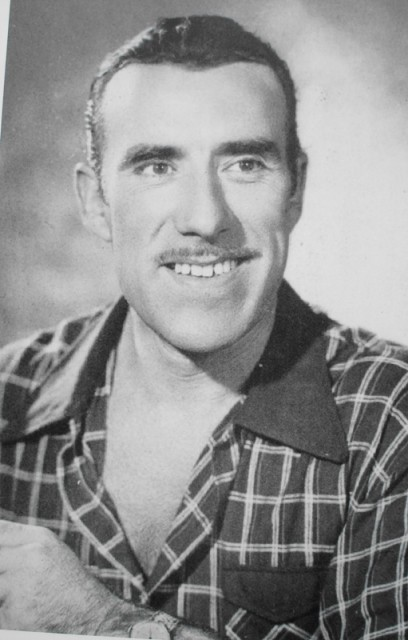
Едмундо Ріверо
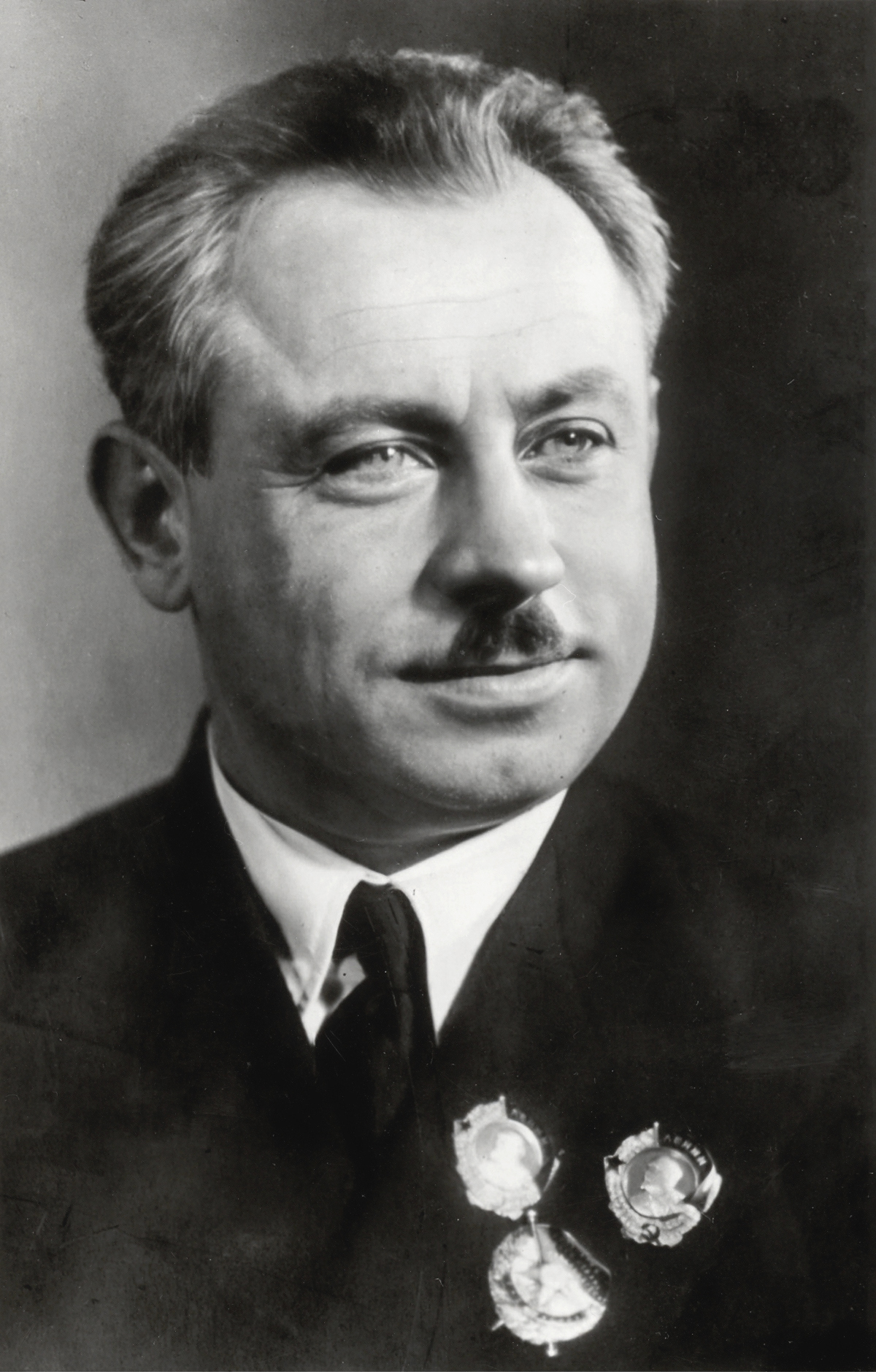
Іван Папанін
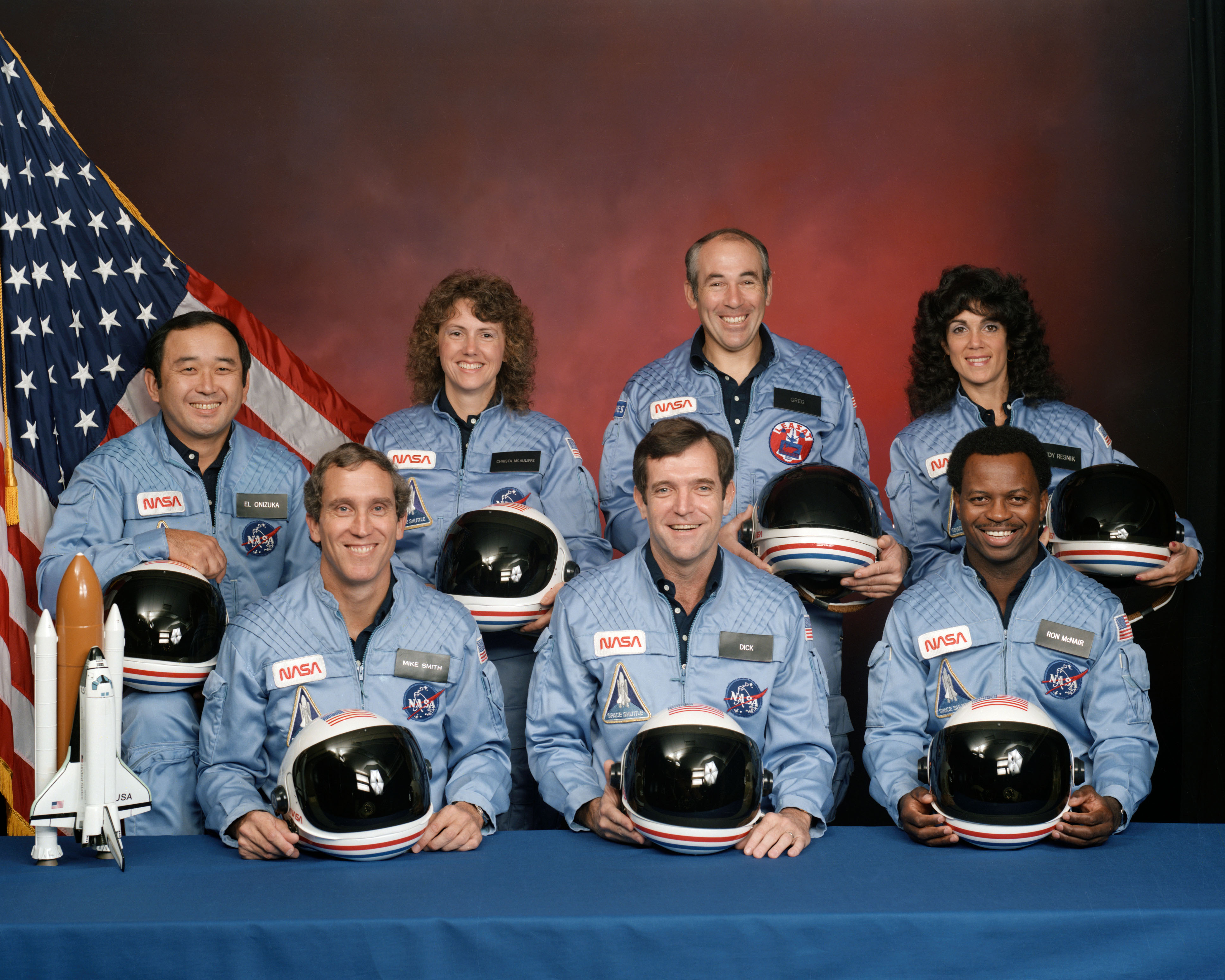
екіпаж «Челленджера»
Л. Рон Габбард
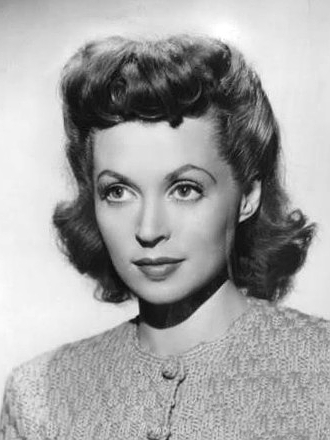
Лілі Палмер

1 січня — Муніф Аль-Раззаз, арабський націоналістичний політик (*1919)
1 січня — Ратан Бай, індійська актриса та співачка (*1890)
2 січня — Уна Меркел, американська акторка (*1903)
2 січня — Білл Вік, власник і промоутер франшизи Американської Вищої ліги бейсболу (*1914)
3 січня — Нані Вартабоне, індонезійський політик-націоналіст (*1907)
3 січня — П'єтро Зардіні, італійський актор (*1907)
3 січня — Ян Цумбах, військовик Війська Польського (*1915)
4 січня — Крістофер Ішервуд, англійський письменник (*1904)
4 січня — Філ Лайнотт, лідер, вокаліст та басист ірландського гурту Thin Lizzy (*1949)
4 січня — Геста Бернхард, шведський актор, артист ревю та комік (*1910)
5 січня — Ільмарі Сальмінен, фінський легкоатлет (*1902)
6 січня — Ронні Корд, бразильський співак (*1943)
7 січня — Хуан Рульфо, мексиканський письменник (*1917)
7 січня — Сулейман Хатер, єгипетський військовик (*1961)
8 січня — П'єр Фурньє, французький віолончеліст та педагог (*1906)
9 січня — Мішель де Серто, французький історик, антрополог, культоролог, соціальний філософ; член Товариства Ісуса (*1925)
10 січня — Ернст Ленер, німецький футболіст, тренер (*1912)
10 січня — Ярослав Сайферт, чеський поет, перекладач і журналіст, Нобелівська премія з літератури 1984 (*1901)
11 січня — Авербах Ілля Олександрович, радянський кінорежисер і сценарист (*1934)
11 січня — Анджей Чок, польський альпініст (*1948)
11 січня — Кадзуо Уемура, японський художник манги, ілюстратор і есеїст (*1940)
12 січня — Марсель Арлан, французький письменник, літературний критик і журналіст (*1899)
12 січня — Азія Дагер, єгипетська продюсерка та актриса ліванського походження (*1901)
12 січня — Цзінь Шуо, китайський історик (*1912)
13 січня — Абдул Фаттах Ісмаїл, єменський державний і політичний діяч (*1939)
14 січня — Донна Рід, американська акторка, антивоєнна активістка (*1921)
14 січня — Даніель Балавуан, французький співак і автор пісень (*1952)
14 січня — Тьєррі Сабін, французький гонщик, засновник ралі «Дакар» (*1949)
16 січня — Герберт Армстронг, американський євангеліст (*1892)
16 січня — Ібрагім Хамуда, єгипетський співак і актор (*1912)
17 січня — Тауфан Сукарнопутра, старший син першого президента Індонезії Сукарно (*1955)
18 січня — Едмундо Ріверо, аргентинський співак, гітарист і композитор танго (*1911)
19 січня — Енріке Тьєрно Гальван, іспанський політик, соціолог, юрист і есеїст, мер Мадрида (*1918)
19 січня — Ніно Сальво, італійський підприємець та мафіозі, пов'язаний з Коза Ностра (*1929)
19 січня — Лі Мін-джа, південнокорейська акторка (*1929)
20 січня — Мухаммед Абдулла Аннан, єгипетський історик (*1896)
21 січня — Тацумі Хідзіката, японський танцюрист, хореограф, режисер і актор (*1928)
23 січня — Йозеф Бойс, німецький художник, скульптор, теоретик та викладач мистецтва (*1921)
23 січня — Мехмет Каплан, турецький теоретик літератури, критик, історик літератури та письменник (*1915)
24 січня — Лафаєт Рональд Габбард, американський письменник-фантаст, засновник новітнього релігійного руху «Церква Саєнтології» (*1911)
24 січня — Гордон Макрей, американський актор, співак, теле- та радіоведучий (*1921)
25 січня — Йозеф Каммгубер, німецький генерал авіації, організатор системи протиповітряної оборони Третього Рейху, генерал Люфтваффе ФРН (*1896)
26 січня — Ле Тьєт Хунг, в'єтнамський комуністичний військовий діяч (*1908)
27 січня — Лілі Палмер, німецька акторка та письменниця (*1914)
27 січня — Ніхіл Ранджан Банерджі, індійський музикант, гравець на ситарі (*1931)
28 січня — загинули у катастрофі шатла «Челленджер»:
- Грегорі Брюс Джарвіс, астронавт США (*1944)
- Джудіт Рєзнік, американська астронавтка та дослідниця українського походження, діячка української діаспори (*1949)
- Кріста Маколіфф, американська астронавтка і вчителька (*1948)
- Онідзука Еллісон, американський астронавт гавайсько-японського походження (*1946)
- Рональд Макнейр, американський астронавт і фізик NASA (*1950)
- Дік Скобі[en], американський пілот, інженер і астронавт (*1939)
- Майкл Дж. Сміт[en], американський інженер і астронавт (*1945)

29 січня — Лейф Еріксон, американський актор (*1911)
30 січня — Густав Шебеш, угорський футболіст і футбольний тренер (*1906)
30 січня — Папанін Іван Дмитрович, російський дослідник Арктики, доктор географічних наук, контрадмірал, двічі Герой Радянського Союзу (*1894)
31 січня — Модерато Візінтайнер, бразильський футболіст (*1902)
січень — Ісмаїл Дагагі, іранський військовик, один із командувачів Корпусу вартових Ісламської революції під час ірано-іракської війни (*1954)

## Лютий

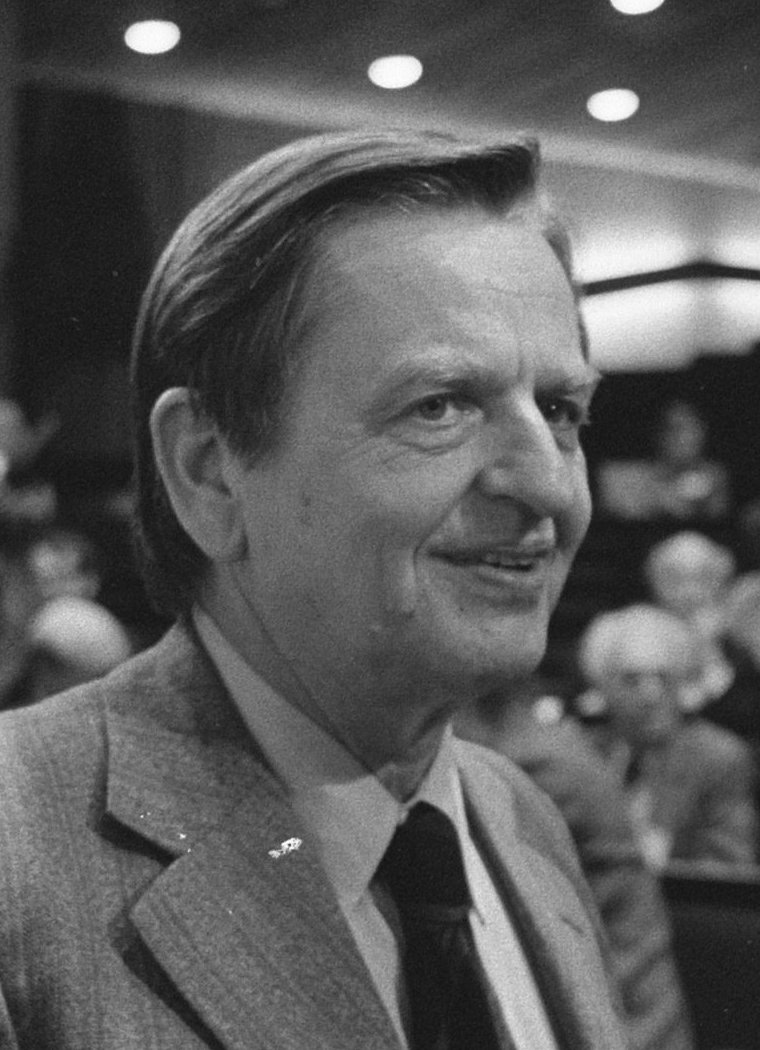
Улоф Пальме
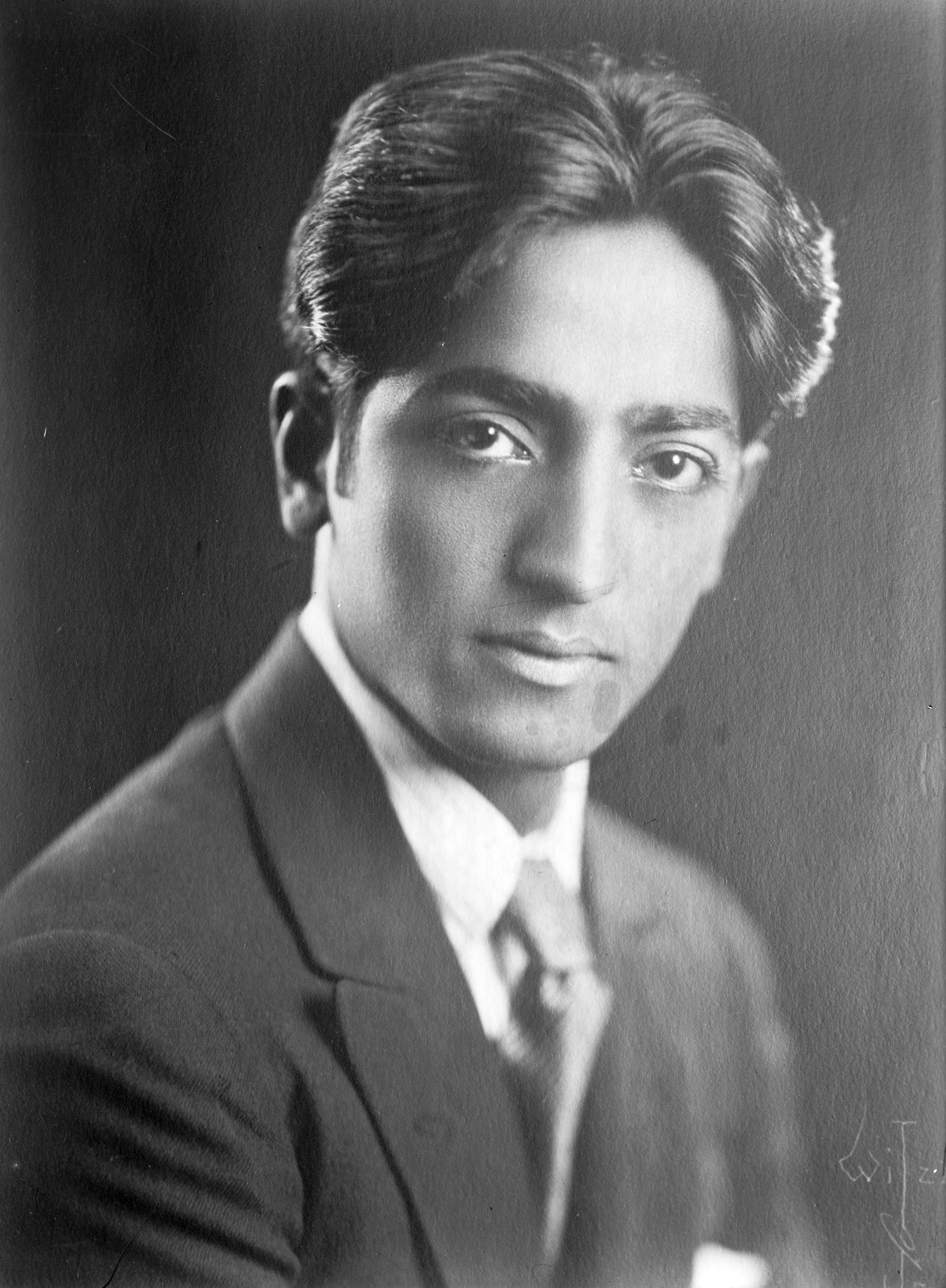
Джідду Крішнамурті
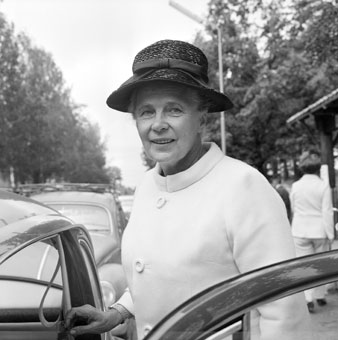
Альва Мюрдаль
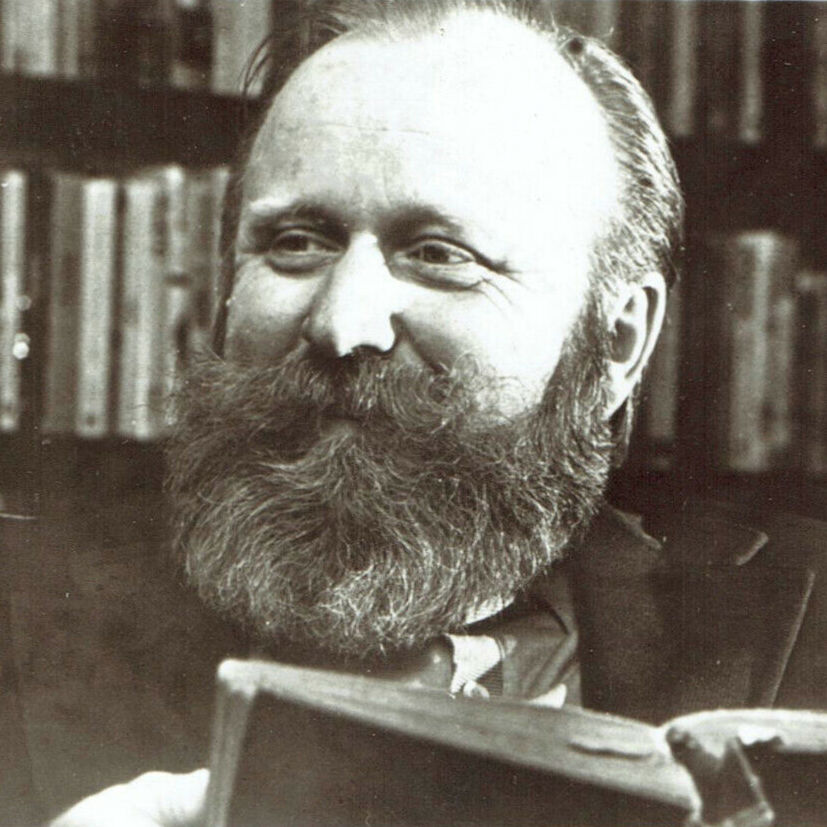
Френк Герберт
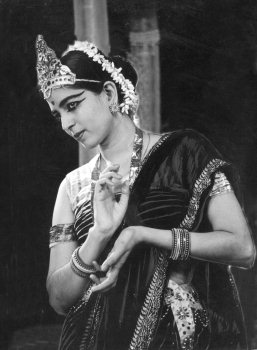
Рукміні Деві Арундейл
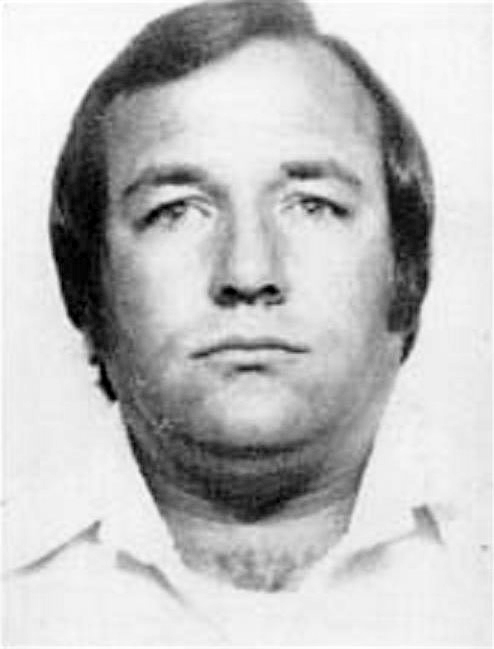
Баррі Сіл

1 лютого — Альва Мюрдаль, шведська дипломатка, політикиня і соціологиня, лауреатка Нобелівської премії миру 1982 (*1902)
2 лютого — Антонів Олена Тимофіївна, українська лікарка, правозахисниця (*1937)
2 лютого — Аніта Коббі, австралійка, жертва резонансного вбивства (*1959)
2 лютого — Джино Ернандес, американський професійний борець (*1957)
2 лютого — Тусузов Георгій Баронович, радянський актор вірменського походження (*1891)
3 лютого — Нарсісо Рамос, філіппінський дипломат, політик, юрист і журналіст (*1900)
4 лютого — Бранко Пешич, учасник Другої світової війни в Югославії, громадсько-політичний діяч Соціалістичної Республіки Сербія (*1922)
5 лютого — Анас Моен, пакистанський поет (*1960)
6 лютого — Мінору Ямасакі, американський архітектор японського походження (*1912)
7 лютого — Шейх Анта Діоп, сенегальський громадський діяч, історик доколоніальної Африки, лінгвіст, філософ, соціолог і фізик (*1923)
7 лютого — Арман Прюдом, бельгійський композитор, органіст (*1904)
7 лютого — Карлос Лорет де Мола Медіс, мексиканський журналіст і політик (*1921)
7 лютого — Хонг Сун Чіль, південнокорейський військовик (*1929)
8 лютого — Ісраель Ґалілі, ізраїльський політик (*1911)
10 лютого — Браян Агерн, британський актор, що багато знімався в Голлівуді (*1902)
11 лютого — Френк Герберт, американський письменник-фантаст (*1920)
11 лютого — Роберта Джусті, італійська телеведуча (*1944)
13 лютого — Ши Гуанцінь, буддистський чернець на Тайвані (*1892)
14 лютого — Едмунд Руббра, британський композитор (*1901)
14 лютого — Сюхейл Юнвер, турецький письменник і лікар (*1898)
17 лютого — Джідду Крішнамурті, індійський філософ, оратор, письменник і духовний діяч (*1895)
18 лютого — Нельсон Кавакіньо, бразильський музикант (*1911)
18 лютого — Тезер Озлю, турецька письменниця (*1943)
19 лютого — Андре Леруа-Гуран, французький археолог, палеонтолог, палеоантрополог і антрополог (*1911)
19 лютого — Баррі Сіл, американський льотчик, контрабандист наркотиків і зброї (*1939)
19 лютого — Джеймс Істленд, американський політик-демократ (*1904)
19 лютого — Адольфо Челі, італійський кіноактор і режисер (*1922)
19 лютого — Іджаз-уль-Хак Кудосі, індійсько-пакистанський дослідник мови урду, історик і поет (*1905)
20 лютого — Коос Ріткерк, нідерландський політик (*1927)
20 лютого — Ніхар Ранджан Гупта, індійський лікар-дерматолог і бенгальський письменник (*1911)
21 лютого — Март Стам, нідерландський архітектор, містобудувальник, дизайнер меблів (*1899)
21 лютого — Сігетіо Ідзумі, японський супердовгожитель (*1865?)
21 лютого — Ларрі Ву Тай Чін, китайський комуністичний шпигун, який працював на уряд Сполучених Штатів (*1922)
23 лютого — Ернст Нойферт, німецький архітектор, теоретик архітектури (*1900)
23 лютого — Слуцький Борис Абрамович, російський поет і перекладач (*1919)
23 лютого — Ніно Таранто, італійський актор, комік і співак (*1907)
24 лютого — Томмі Дуглас, канадський політичний діяч (*1904)
24 лютого — Арво Мікконен, фінський музикант (*1954)
24 лютого — Рукміні Деві Арундейл, індійська теософка, танцівниця та хореографиня, активістка захисту тварин (*1904)
24 лютого — Іваїчі Фудзівара, солдат японської армії, діяч незалежності Індії (*1908)
24 лютого (не пізніше) — Шеррі Расмуссен, американка, жертва резонансного вбивства (*1957)
25 лютого — Паскуале Феста Кампаніле, італійський кінорежисер і сценарист (*1927)
25 лютого — Герцль Кавіліо, ізраїльський футболіст та співак (*1951)
25 лютого — Ду Чунмін, тайванський лікар і професор медицини (*1893)
26 лютого — Руденко Людмила Володимирівна, радянська шахістка (*1904)
27 лютого — Жак Плант, канадський хокеїст (*1929)
27 лютого — Голамгоссейн Банан, іранський співак (*1911)
27 лютого — Хоссейн Харазі, іранський військовик, один із командувачів Корпусу вартових Ісламської революції під час ірано-іракської війни (*1957)
28 лютого — Улоф Пальме, прем'єр-міністр Швеції з 1982 р. (*1927)

## Березень

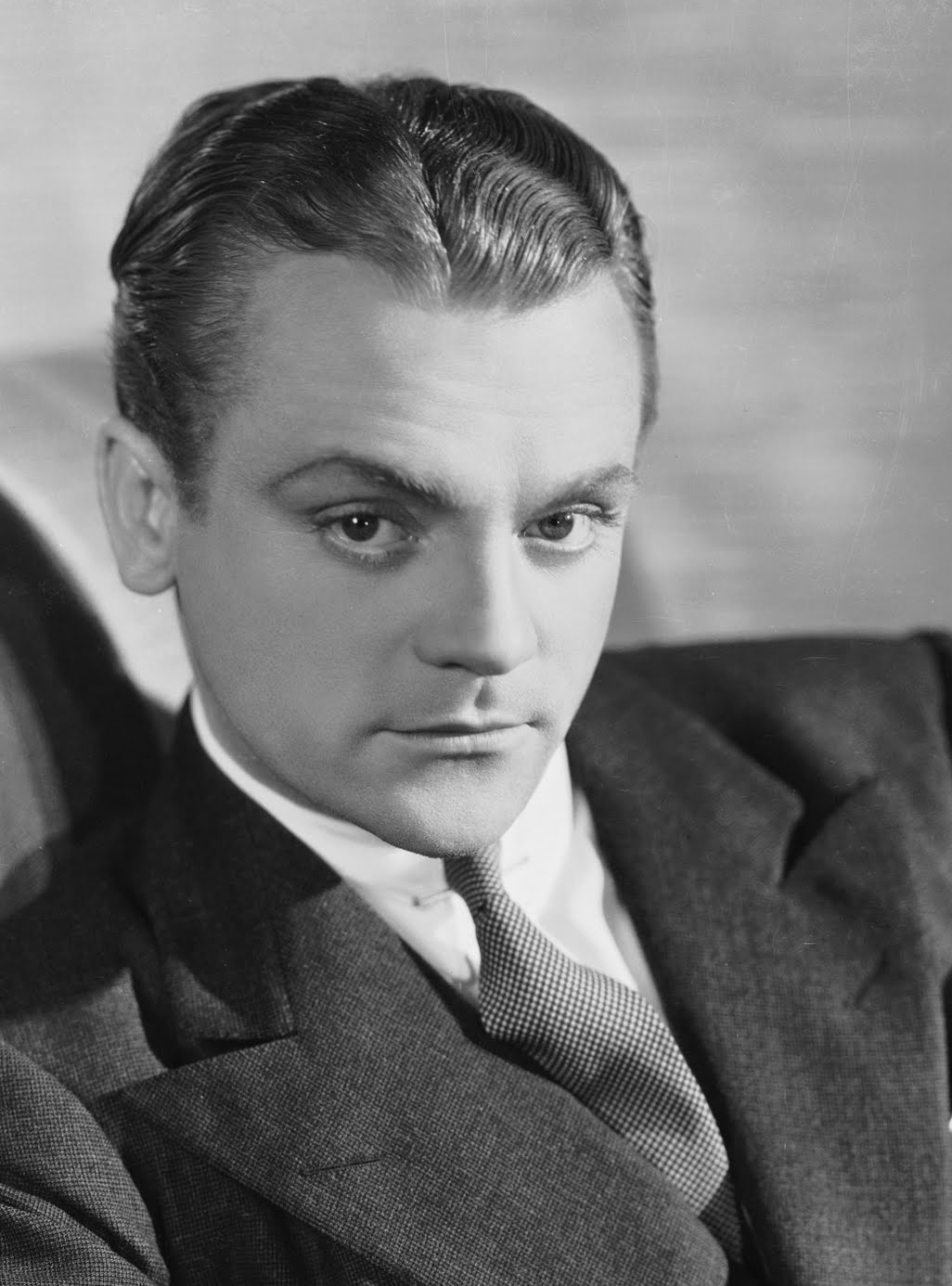
Джеймс Кегні
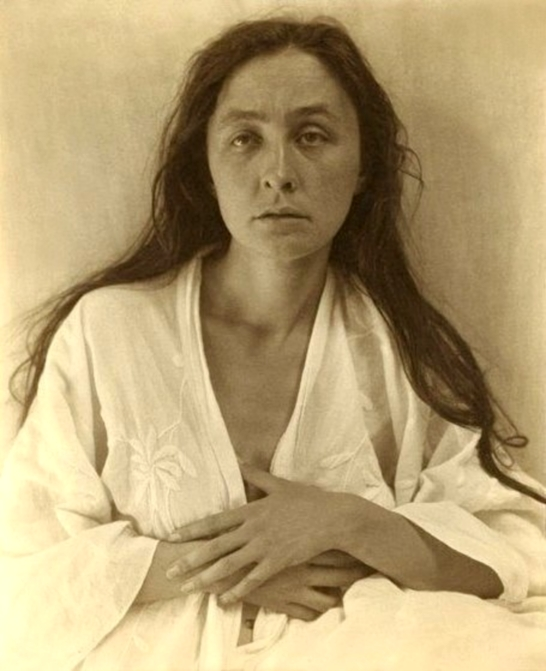
Джорджія О'Кіф
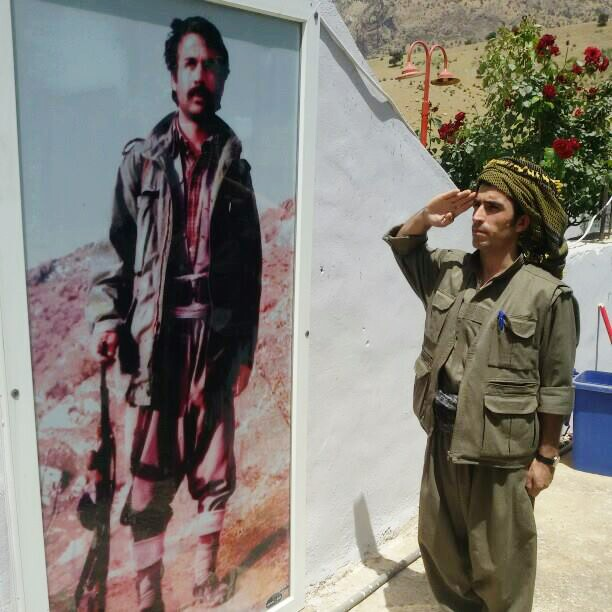
Махсум Коркмаз (ліворуч)

2 березня — Кашинат Ґанекар, індійський актор (*1930)
3 березня — Теус ван Вліт, нідерландський борець опору під час Другої світової війни (*1913)
4 березня — Альберт Лестер Ленінджер, американський біохімік, один із засновників біоенергетики (*1917)
4 березня — Анрі Кнап, нідерландський журналіст, письменник і борець руху опору під час Другої світової війни (*1911)
4 березня — Дін Лін, китайська письменниця (*1904)
4 березня — Осман Кібар, турецький бізнесмен і політик (*1909)
4 березня — Річард Мануель, канадський музикант, співак і автор пісень (*1943)
6 березня — Джорджія О'Кіф, американська феміністська художниця (*1887)
6 березня — Адольф Цезар, американський актор (*1933)
6 березня — Чжу Гуанцянь, китайський фахівець у галузі естетики, літератури та мистецтва (*1897)
8 березня — Каарло Халтунен, фінський актор (*1909)
8 березня — Фам Ван Бах, в'єтнамський професор, юрист, політичний діяч (*1910)
8 березня — Чень Цзенсі, гонконгський бізнесмен (*1923)
10 березня — Рей Мілланд, американський актор та режисер (*1907)
11 березня — Герберт Рунге, німецький боксер (*1913)
11 березня — Сонні Террі, американський блюзовий співак і виконавець на губній гармоніці (*1911)
13 березня — Альваро Фаяд, колумбійський психолог і партизан ліванського походження (*1946)
13 березня — Ойген Герстенмаєр, німецький протестантський теолог і політик ХДС (*1906)
15 березня — Асмус Ірина Павлівна, радянська циркова артистка, клоун (*1941)
15 березня — Александру Джугару, румунський комедійний актор (*1897)
15 березня — Патрік Небель, фламандський рок-співак (*1958)
16 березня — Абдуррахман Басведан, індонезійський дипломат і політик (*1908)
16 березня — Мортеза Хаері Язді, іранський шиїтський священнослужитель (*1916)
17 березня — Джон Глабб, британський військовик, генерал-лейтенант, командувач Арабським легіоном (*1897)
17 березня — Хайнц Ніксдорф, німецький піонер комп'ютерів і підприємець (*1925)
18 березня — Бернард Маламуд, американський письменник (*1914)
19 березня — Р.К. Харджосуброто, індонезійський яванський композитор (*1905)
22 березня — Котвал Рамачандра, індійський гангстер (*н/д)
22 березня — Мікеле Сіндона, італійський рішала, банкір і злочинець (*1920)
23 березня — Етьєн Маттле, французький футболіст (*1905)
23 березня — Зуєва Анастасія Платонівна, російська радянська актриса театру та кіно (*1896)
23 березня — Моше Файнштейн, американський ортодоксальний єврейський рабин, галахічний авторитет (*1895)
24 березня — Нєгош Михайло Петрович, голова королівського дому Чорногорії з 1921 р. (*1908)
24 березня — Маурісіо Сироцкі Собріньо, бразильський бізнесмен і журналіст (*1925)
25 березня — Сайфуддін Зухрі, індонезійський політик (*1919)
26 березня — Не Ганну, китайський письменник (*1903)
26 березня — Чень Юнгуй, китайський політик (*1914)
27 березня — Константин Станчу, румунський футболіст (*1907)
27 березня — Абдул Хай Аріфі, пакистанський мусульманський учений і суфійський наставник ордену Чішті (*1898)
27 березня — Іхап Хулусі Горей, турецький графік, ілюстратор (*1898)
28 березня — Вірджинія Гілмор, американська акторка (*1919)
28 березня — Махсум Коркмаз, курдський націоналіст, перший командир Робітничої партії Курдистану (*1956)
30 березня — Джеймс Кегні, американський актор класичного Голлівуду (*1899)
30 березня — Хельга Андерс, австрійська акторка кіно, театру та озвучування (*1948)
30 березня — Ясуко Ендо, японська акторка та модель (*1968)
31 березня — Джеррі Періс, американський актор і режисер (*1925)
31 березня — О'Келлі Айлі мол., американський співак (*1937)
31 березня — Трінь Дінь Тао, в'єтнамський юрист і політик (*1901)
березень — Мішель Сьора, французький соціолог Національного центру наукових досліджень (*1947)
березень — Саміра Хашоггі, прогресивна письменниця Саудівської Аравії, дружина єгипетського бізнесмена Мохамеда Аль-Файєда і мати кінорежисера Доді Аль-Файєда (*1935)

## Квітень

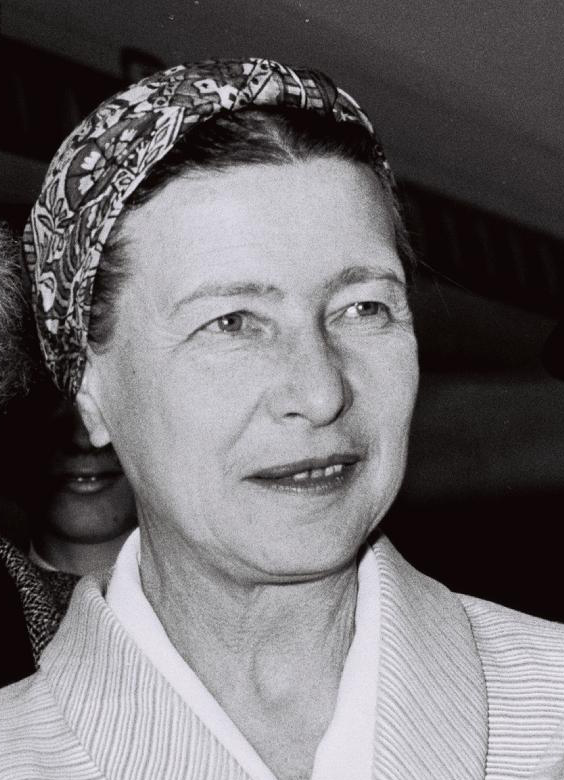
Симона де Бовуар
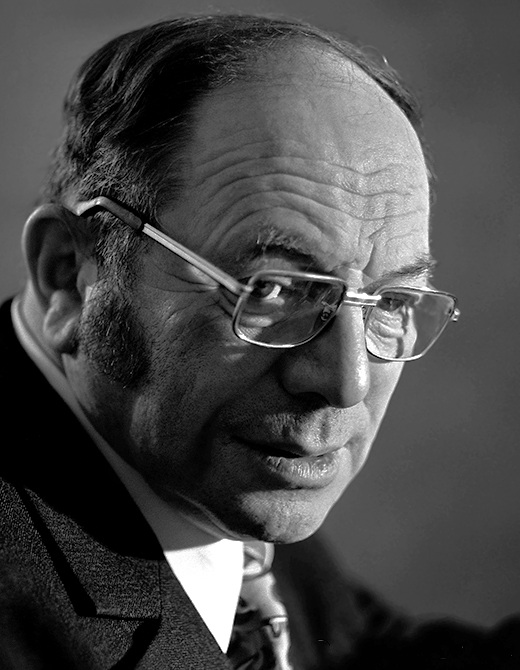
Леонід Канторович
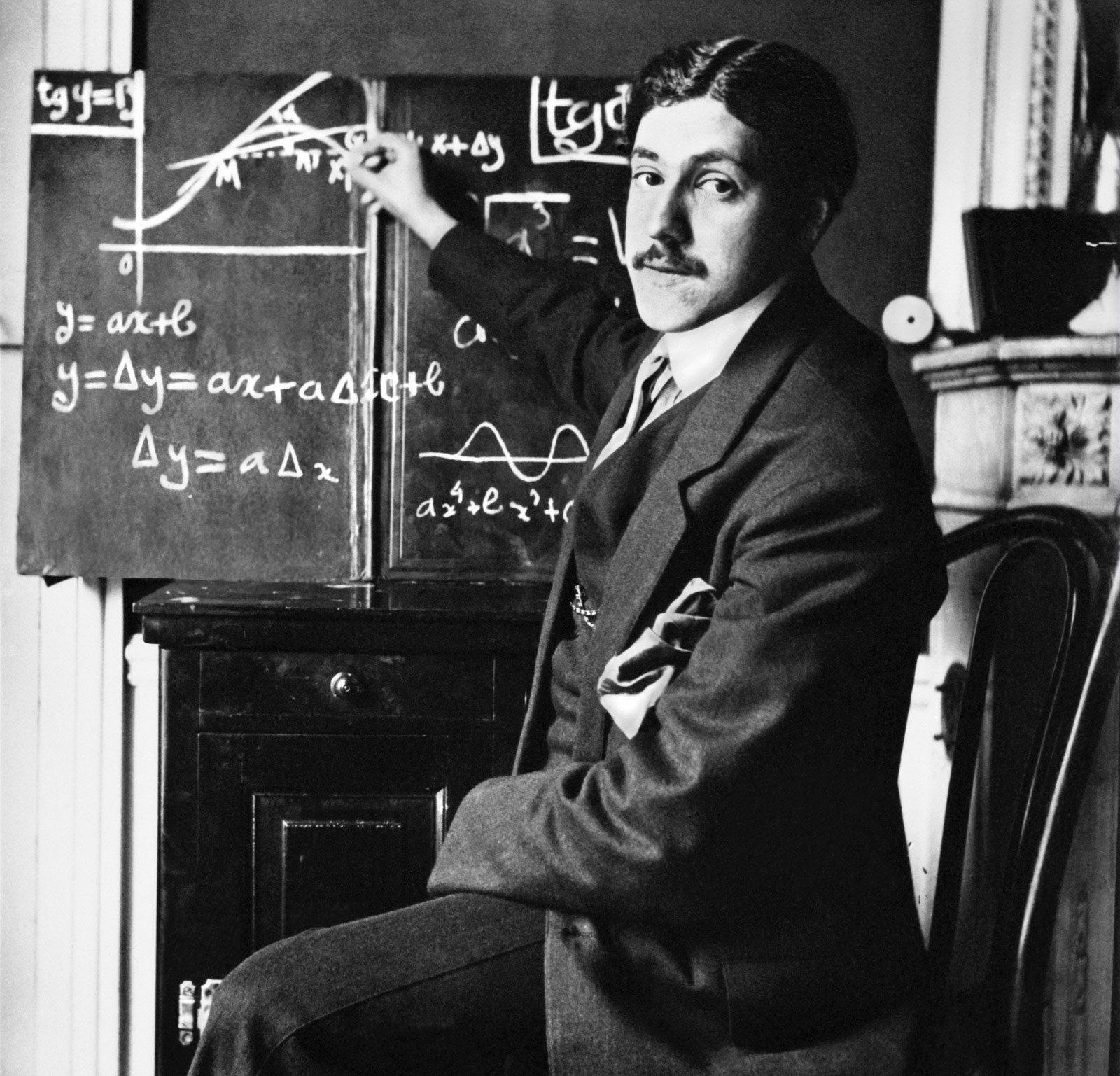
Марсель Дассо
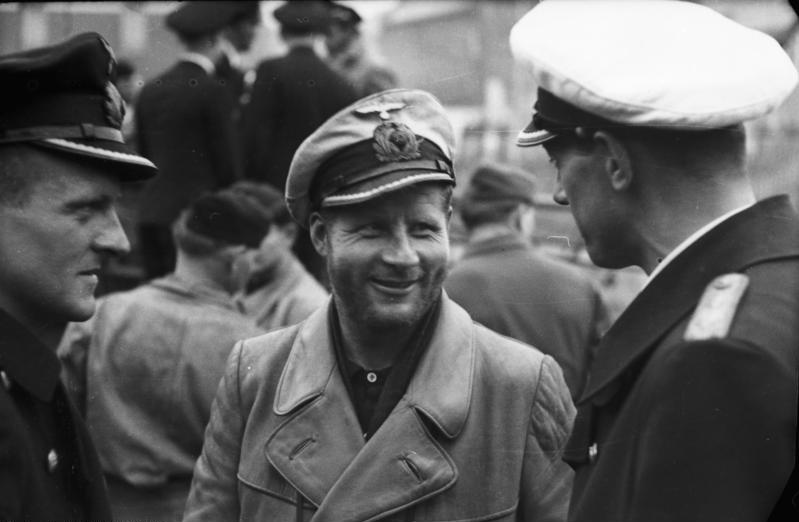
Генріх Леманн-Вілленброк
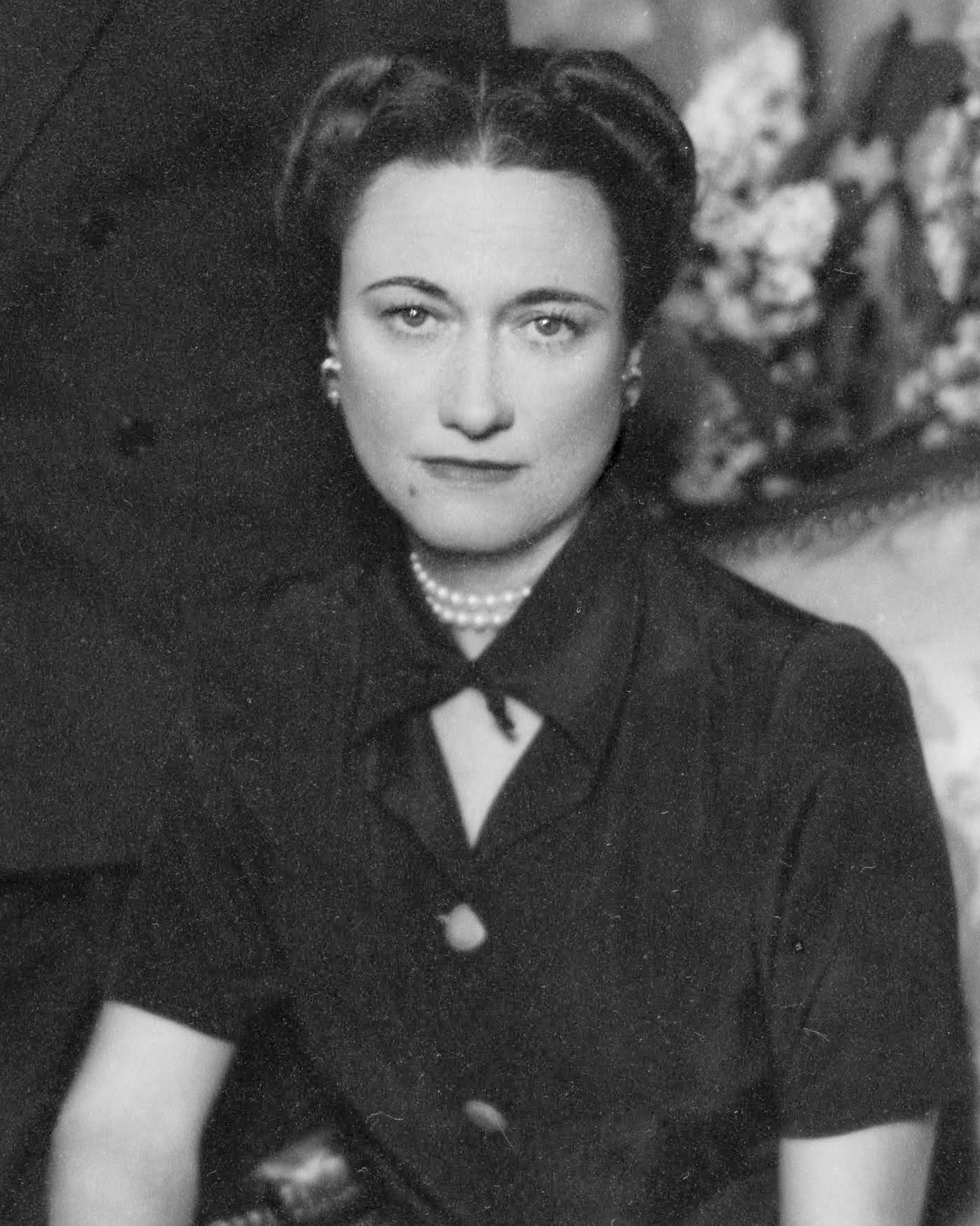
Волліс Сімпсон
Валерій Ходемчук
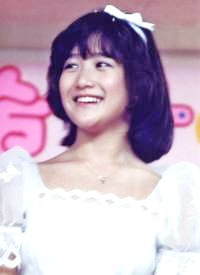
Юкіко Окада

1 квітня — Ерік Брун, данський танцівник і хореограф (*1928)
1 квітня — Такехіко Каяма, японський актор і співак (*1943)
3 квітня — Пітер Пірс, британський співак (*1910)
3 квітня — Елісей Нетаньяху, ізраїльський математик, фахівець із композитного аналізу та професор Техніону (*1912)
3 квітня — Мухаммед Казем Шаріатмадарі, іранський шиїтський релігійний авторитет (*1906)
4 квітня — Міммо Полі, італійський актор (*1922)
4 квітня — Карло Таранто, італійський актор (*1921)
6 квітня — Раймундо Орсі, аргентинсько-італійський футболіст (*1901)
6 квітня — Такехіса Ямагуті, японський актор (*1945)
7 квітня — Канторович Леонід Віталійович, радянський математик та економіст, премія з економіки пам'яті Альфреда Нобеля 1975 (*1912)
8 квітня — Юкіко Окада, японська співачка та актриса (*1967)
9 квітня — Карл VI Шварценберг, чеський політик, письменник і геральдист, військовий, князь роду Шварценбергів (*1911)
9 квітня — Хайнц Конрадс, австрійський актор, артист кабаре, ведучий та перекладач пісень (*1913)
12 квітня — Катаєв Валентин Петрович, російський радянський письменник (*1897)
13 квітня — Френк ДеЧікко, американський гангстер (*1935)
13 квітня — Лі Біннань, тайванський мирянин-буддист, лікар традиційної китайської медицини, державний службовець Республіки Китай (*1891)
13 квітня — Майор Тамаш, угорський актор, театральний режисер (*1910)
13 квітня — Стівен Стакер, американський актор (*1947)
14 квітня — Симона де Бовуар, французька письменниця, екзистенціалістська філософиня, інтелектуалка, ідеологиня фемінізму, «мати фемінізму другої хвилі», соціальна теоретикиня та політична активістка (*1908)
14 квітня — Нітін Бозе, індійський кінорежисер, оператор і сценарист (*1897)
15 квітня — Жан Жене, французький письменник, драматург і поет (*1910)
15 квітня — Тім Макінтайр, американський актор (*1944)
16 квітня — Айман Мокріані, ірансько-курдський поет, перекладач і письменник (*1921)
16 квітня — Мей Капоне, американська дружина гангстера Аль Капоне (*1897)
17 квітня — Марсель Дассо, французький авіаконструктор (*1892)
17 квітня — Бессі Гед, південноафриканська письменниця (*1937)
18 квітня — Генріх Леманн-Вілленброк, німецький офіцер-підводник, фрегаттен-капітан Крігсмаріне (*1911)
18 квітня — Аміна Бікчантаєва, татарська поетеса, дитяча письменниця (*1913)
18 квітня — Лі Ю Ріп, корейський релігійний діяч (*1907)
20 квітня — Арбузов Олексій Миколайович, російський радянський драматург, режисер, актор (*1908)
20 квітня — Сібте Хасан, пакистанський учений, журналіст і політичний діяч (*1916)
21 квітня — Марджорі Ітон, американська художниця, фотографка й актриса (*1901)
21 квітня — Салах Джахін, єгипетський поет, карикатурист, актор і лівий мислитель (*1930)
22 квітня — Мірча Еліаде, румунський академік, письменник, історик релігій, філософ-релігієзнавець і дослідник міфології, професор Чиказького університету (*1907)
23 квітня — Альберто Соррілья, аргентинський плавець (*1906)
23 квітня — Гарольд Арлен, американський композитор популярної музики (*1905)
23 квітня — Гуляєв Юрій Олександрович, радянський естрадний і оперний співак (ліричний баритон), композитор (*1930)
23 квітня — Отто Премінґер, австро-американський режисер, актор і продюсер (*1905)
23 квітня — Джим Лейкер, англійський професійний гравець у крикет (*1922)
24 квітня — Волліс Сімпсон, американська світська левиця та дружина колишнього короля Сполученого Королівства Едуарда VIII (*1896)
25 квітня — Карлос Колорадо Вера, мексиканський музикант і композитор (*1934)
26 квітня — Бессі Лав, американська кіноакторка, популярна в епоху німого кіно, сценаристка та письменниця (*1898)
26 квітня — Бродерік Кроуфорд, американський актор театру, кіно, радіо та телебачення (*1911)
26 квітня — Герман Гмайнер, австрійський педагог, громадський діяч (*1919)
26 квітня — Єсенін Костянтин Сергійович, радянський футбольний статистик, син поета Сергія Єсеніна та актриси Зінаїди Райх (*1920)
26 квітня — Ходемчук Валерій Ілліч, працівник Чорнобильської АЕС, перша жертва аварії (*1951)
26 квітня — Шашенок Володимир Миколайович, радянський інженер, одна із перших жертв аварії на Чорнобильській АЕС (*1951)
26 квітня — Лу ван Бург, нідерландський співак, шоумен і артист (*1917)
27 квітня — Джозеф Аллен Гайнек, американський професор, відомий як астроном та уфолог (*1910)
29 квітня — Рауль Пребіш, аргентинський економіст (*1901)
30 квітня — Роберт Стівенсон, англійський та американський кінорежисер (*1905)
30 квітня — Тельма Стефані, аргентинська актриса, танцівниця (*1948)

## Травень

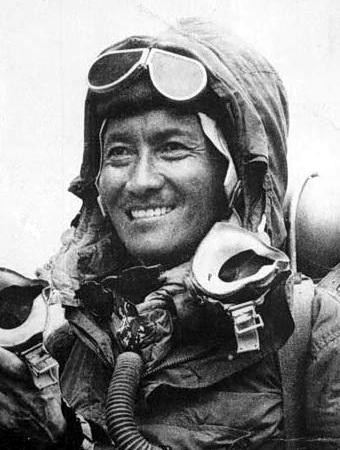
Тенцинг Норгей
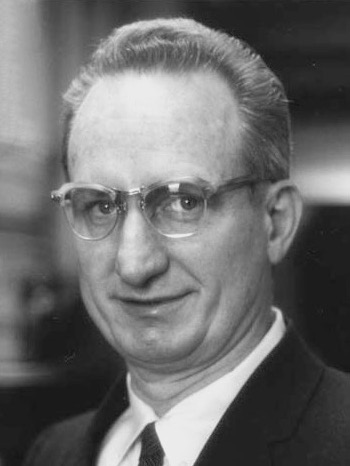
Лео Джеймс Рейнвотер

1 травня — Гільда Бейкер, англійська комедіантка, актриса та виконавиця мюзик-холу (*1905)
2 травня — Генрі Тойвонен, фінський гонщик (*1956)
3 травня — Роберт Алда, американський актор і співак (*1914)
3 травня — Ван Лі, китайський лінгвіст і перекладач, поет, есеїст (*1900)
5 травня — Енцо Ліберті, італійський актор, актор озвучування і режисер (*1926)
5 травня — Сатріо, офіцер індонезійської армії та політик (*1916)
6 травня — Лаура Алвес, португальська актриса (*1921)
7 травня — Герма Планк-Сабо, австрійська фігуристка (*1902)
7 травня — Лелеченко Олександр Григорович, радянський енергетик, ліквідатор аварії на Чорнобильській АЕС, Герой України (*1938)
7 травня — Басанті Деві, активістка незалежності Індії під час британського правління (*1880)
7 травня — Гастон Деферре, французький політик і борець опору (*1910)
7 травня — Халдун Танер, турецький письменник, автор театру та кабаре, викладач і журналіст (*1915)
8 травня — Арндт фон Болен унд Гальбах, син німецького підприємця Альфріда Круппа фон Болен унд Гальбах (*1938)
9 травня — Тенцинг Норгей, шерпський альпініст, здійснив першосходження на Еверест в 1953 році разом з новозеландцем Едмундом Гілларі (*1914)
9 травня — Ляо Веньї, тайванський націоналістичний військовик і політик (*1910)
10 травня — Тішура Володимир Іванович, радянський пожежник, ліквідатор аварії на Чорнобильській АЕС, Герой України (*1959)
10 травня — Анна Каменська, польська поетеса, письменниця, перекладачка і літературна критикиня (*1920)
11 травня — Акімов Олександр Федорович, начальник нічної зміни, яка працювала на четвертому енергоблоці Чорнобильської АЕС під час аварії (*1953)
11 травня — Кібенок Віктор Миколайович, один з перших ліквідаторів аварії на Чорнобильській АЕС, Герой Радянського Союзу (*1963)
11 травня — Правик Володимир Павлович, радянський офіцер, пожежник, ліквідатор наслідків аварії на Чорнобильській АЕС, Герой СРСР (*1962)
12 травня — Елізабет Бергнер, австрійська акторка театру та кіно, перша відома голлівудська акторка з території України (*1897)
12 травня — Алісія Моро де Хусто, аргентинська лікарка, політикиня, пацифістка і правозахисниця; прихильниця фемінізму та соціалізму (*1885)
13 травня — Ігнатенко Василь Іванович, ліквідатор аварії на Чорнобильській АЕС, Герой України (*1961)
14 травня — Ващук Микола Васильович, радянський пожежник, ліквідатор аварії на Чорнобильській АЕС, Герой України (*1959)
14 травня — Топтунов Леонід Федорович, інженер Чорнобильської АЕС, жертва аварії (*1960)
15 травня — Еліо де Анджеліс, італійський автогонщик Формули-1 (*1958)
15 травня — Теодор Г. Уайт, американський політичний журналіст та історик, відомий своїми репортажами про Китай під час Другої світової війни (*1915)
16 травня — Титенок Микола Іванович, радянський пожежник, ліквідатор аварії на Чорнобильській АЕС, Герой України (*1962)
17 травня — Пахомова Людмила Олексіївна, радянська фігуристка (*1946)
17 травня — Масаджі Кітано, японський військовий злочинець, лікар, мікробіолог і генерал-лейтенант Імперської армії Японії (*1894)
18 травня — Яшар Еркан, турецький борець (*1912)
19 травня — Бехчет Уз, турецький лікар і державний діяч (*1893)
19 травня — Кнут Ред, норвезький юрист і поліцейський (*1900)
20 травня — Гелен Брук Тассіг, американська лікарка — засновниця дитячої кардіології (*1898)
22 травня — Мартін Гейбель, американський актор, режисер і кінопродюсер (*1911)
22 травня — Омар Аль-Тільмісані, єгипетський лідер Братів-мусульман (*1904)
23 травня — Альтьєро Спінеллі, італійський політичний теоретик і європейський федераліст, один з «батьків-засновників Європейського Союзу» (*1907)
23 травня — Вісаїтов Мавлід Алероєвич, радянський військовик чеченського походження, Герой Радянського Союзу (*1913)
23 травня — Стерлінг Гейден, американський актор і сценарист (*1916)
23 травня — Раден Атьє Віріадіната, індонезійський військовик (*1920)
24 травня — Гуннар Бьорнстранд, шведський актор (*1909)
24 травня — Дайка Маргіт, угорська акторка (*1907)
24 травня — Якима Канутт, американський чемпіон з родео, актор, каскадер і режисер бойовиків (*1895)
26 травня — Абалаков Віталій Михайлович, радянський альпініст, інженер-конструктор (*1905)
26 травня — Джан-Карло Коппола, американський кінопродюсер і актор, нащадок сім'я Коппола (*1963)
26 травня — Флавіо Кавальканті, бразильський журналіст, радіо- та телеведучий, музичний критик і композитор (*1923)
27 травня — Ісмаїл аль-Фарукі, палестинсько-американський філософ (*1921)
27 травня — Аджой Мукерджі, індійський активіст незалежності та політик (*1901)
27 травня — Балвант Сінгх, індійський письменник, драматург, журналіст мовами урду та гінді (*1921)
28 травня — Едіп Кансевер, турецький поет (*1928)
28 травня — Люрен Таттл, американська актриса та викладачка акторської майстерності (*1907)
30 травня — Генк Моблі, американський джазовий саксофоніст (*1930)
30 травня — Бой Гобер, німецько-австрійський театральний режисер, актор театру та кіно (*1925)
30 травня — Перрі Елліс, американський модельєр (*1940)
31 травня — Лео Джеймс Рейнвотер, американський фізик, лауреат Нобелівської премії з фізики 1975 (*1917)
31 травня — Пак Сі Мен, південнокорейський актор театру та кіно японського колоніального періоду (*1924)

## Червень

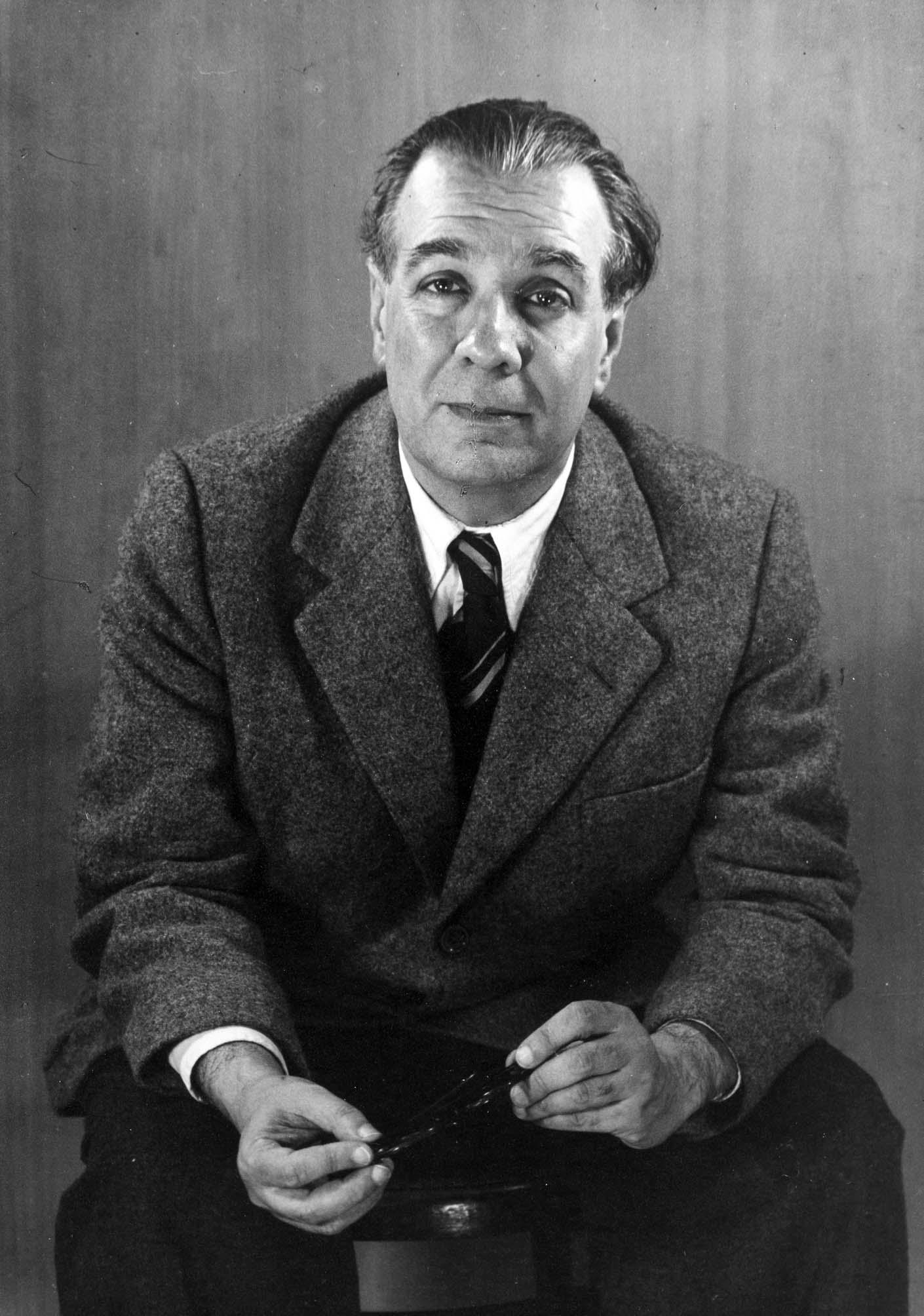
Хорхе Луїс Борхес

2 червня — Рафі Хавар «Нанья», пакистанський актор і комік (*1942)
2 червня — Сламет Мульяна, індонезійський філолог та історик (*1929)
3 червня — Августо Рускі, бразильський агроном, еколог і натураліст (*1915)
3 червня — Анна Нігл, англійська театральна та кіноакторка, співачка, танцівниця (*1904)
4 червня — Ахмед Саїд Казмі, пакистанський ісламський суфійський учений (*1913)
5 червня — Роберт Ді Бернардо, американський капореджіме у злочинній родині Гамбіно (*1937)
5 червня — Ліліан Леммерц, бразильська акторка (*1936)
5 червня — Того Мізрахі, єгипетський актор, режисер, продюсер і сценарист єврейсько-італійського походження (*1901)
5 червня — Тран Куок Хоан, в'єтнамський комуністичний політик (*1916)
6 червня — Масті Венкатеша Айенгар, індійський письменник мовою каннада (*1891)
7 червня — Садикова Сара Гарифівна, татарська композиторка, актриса і співачка (*1906)
9 червня — Елізабет Зельберт, німецька політикиня і юристка (*1896)
10 червня — Дік Судірман, індонезійський бадмінтоніст (*1922)
12 червня — Амія Чакраварті, індійський літературний критик, академік і бенгальський поет (*1901)
12 червня — Сон Ву Хві, південнокорейський журналіст, прозаїк, письменник, антикомуністичний активіст і солдат (*1922)
13 червня — Бенні Гудмен, американський джазовий музикант, кларнетист, «король свінгу» (*1909)
13 червня — Дін Рід, американський співак, кіноактор, кінорежисер і громадський активіст (*1938)
14 червня — Алан Джей Лернер, американський сценарист, лібретист, автор музики та пісень для мюзиклів (*1918)
14 червня — Хорхе Луїс Борхес, аргентинський прозаїк, поет і публіцист, один з найвидатніших письменників XX сторіччя (*1899)
14 червня — Кім Сву Ген, південнокорейський архітектор, педагог, видавець та меценат (*1931)
14 червня — Лавинський Микита Антонович, радянський скульптор-монументаліст, син поета Володимира Маяковського (*1921)
14 червня — Мерлін Перкінс, американський зоолог (*1905)
15 червня — Віллі Хоель, норвезький актор (*1920)
16 червня — Моріс Дюрюфле, французький композитор, органіст, музикознавець і педагог (*1902)
17 червня — Кейт Сміт, американська співачка (*1907)
17 червня — Велько Ражнатович, учасник Другої світової війни в Югославії, військовик СФРЮ (*1920)
18 червня — Жоан Олівер і Салларес, каталонський поет, драматург, перекладач, журналіст (*1899)
18 червня — Френсіс Скотт Фіцджеральд, американська письменниця та журналістка, єдина дитина романіста Ф. Скотта Фіцджеральда та Зельди Сейр Фіцджеральд (*1921)
18 червня — Фуад Ратіб, єгипетський актор (*1930)
19 червня — Колюш, французький комік, актор і сценарист (*1944)
19 червня — Леонард Біас, американський студент-баскетболіст (*1963)
19 червня — Тан Шиу-кін, гонконгський підприємець і філантроп (*1901)
20 червня — Набіла Аль-Сайєд, єгипетська акторка (*1938)
20 червня — Чжан Шеньфу, китайський філософ і один із засновників Комуністичної партії Китаю (*1893)
21 червня — Ассі Рахбані, ліванський композитор, музикант і продюсер (*1923)
23 червня — Мозей Фінлі, британський вчений американського походження (*1912)
24 червня — Мирослав Антіч, сербський поет і редактор (*1932)
25 червня — Райнгольд Мюнценберг, німецький футболіст, тренер (*1909)
26 червня — Куніо Маекава, японський архітектор (*1905)
28 червня — Хаджі Мохаммад Данеш, бангладешський політик і комуністичний діяч (*1900)
29 червня — Дан Паґіс, єврейський поет, філолог, перекладач, який пережив Голокост (*1930)

## Липень

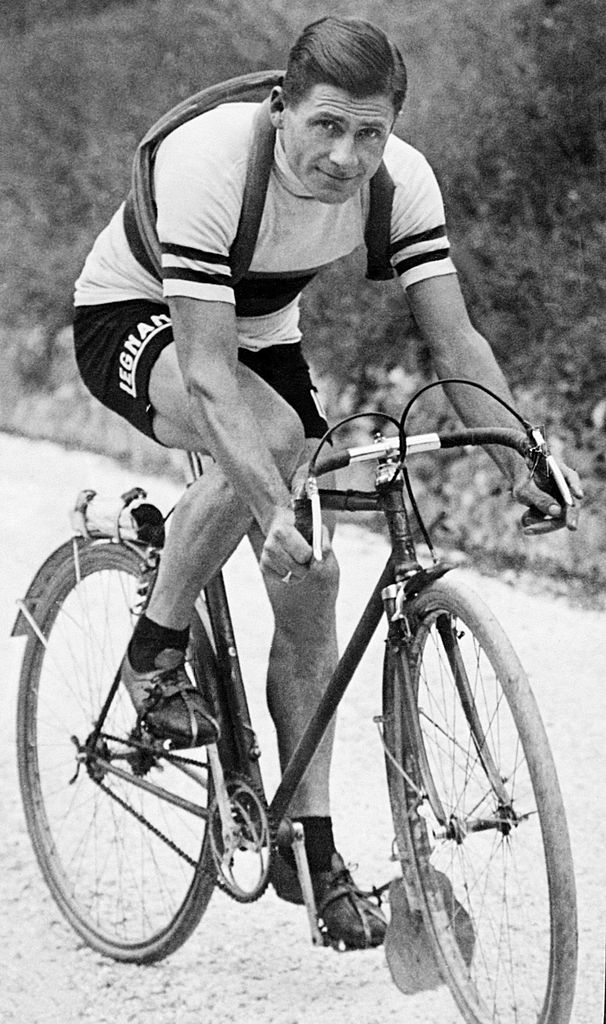
Альфредо Бінда
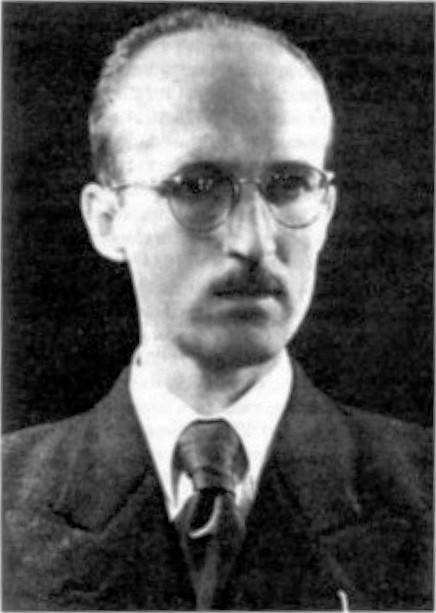
Ярослав Стецько

1 липня — Аліклі Ардалан, іранський дипломат і державний діяч періоду Пехлеві (*1901)
1 липня — Мехді Хаміді Ширазі, іранський письменник, поет, професор університету, перекладач і критик (*1914)
2 липня — Хоанг Ван Тай, в'єтнамський комуністичний військовий і політичний діяч (*1915)
2 липня — Марсело Ібрагім, бразильський актор (*1961)
3 липня — Амін Аль-Хунайді, єгипетський актор (*1925)
3 липня — Руді Валлі, американський співак, саксофоніст, керівник групи, актор (*1901)
4 липня — Оскар Зарицький, американський математик єврейського походження (*1899)
4 липня — Гус Хос, нідерландський актор (*1945)
5 липня — Стецько Ярослав Семенович, український політичний та військовий діяч, один із ідеологів та провідників українського націоналізму (*1912)
5 липня — Мухаммед Туфайл, пакистанський письменник мовою урду, карикатурист і редактор (*1923)
6 липня — Джагджіван Рам, індійський активіст незалежності та політик (*1908)
6 липня — Кодзі Вада, японський актор (*1944)
7 липня — Май Бхагі, пакистанська народна співачка синдського походження (*бл. 1920)
8 липня — Хайман Г. Ріковер, адмірал ВМС США (*1900)
9 липня — Неллі Кампобелло, мексиканська письменниця (*1900)
10 липня — Ле Зуан, державний і політичний діяч Соціалістичної республіки В'єтнам, один із засновників Комуністичної партії Індокитаю, Генеральний секретар ЦК Компартії В'єтнаму (*1907)
10 липня — Тадеуш Пйотровський, польський альпініст, письменник (*1940)
10 липня — Пак Тхе Вон, корейський поет, прозаїк, літературний критик, політик і професор університету японського колоніального періоду (*1909/1910)
10 липня — Чилла Молнар, угорська модель, угорська королева краси 1985 року (*1969)
12 липня — Вацлав Киселевський, польський піаніст (*1943)
12 липня — Георге Калбореану, румунський актор театру та кіно (*1896)
12 липня — Мухаммед Вахіб Вахаб, індонезійський політик (*1918)
13 липня — Ладіслав Пешек, чеський актор і театральний педагог (*1906)
13 липня — Моріц де Вріз, нідерландський підприємець (*1935)
13 липня — Орідженес Лесса, бразильський журналіст, письменник (*1903)
13 липня — Хонг Джін-гі, корейський політик японського колоніального періоду та Республіки Корея (*1917)
14 липня — Раймонд Леві, франко-американський промисловий дизайнер (*1893)
15 липня — Альфонсо Тіле, автогонщик, який мав подвійне громадянство Сполучених Штатів та Італії (*1920)
15 липня — Ференц Донат, угорський політик, історик сільського господарства, публіцист (*1913)
15 липня — Флоренс Халоп, американська акторка (*1923)
16 липня — Роберт Бутбі, барон Бутбі, британський консервативний політик (*1900)
17 липня — Мартен Інді, індонезійський військовик, національний герой Індонезії (*1912)
17 липня — Оваанг Оерай, індонезійський політик (*1922)
18 липня — Стенлі Роуз, англійський футбольний функціонер та арбітр, президент ФІФА, секретар Футбольної асоціації Англії (*1895)
18 липня — Бадді Бер, американський боксер, а також актор (*1915)
19 жовтня — Олдріх Липський, чеський режисер і сценарист (*1924)
19 липня — Альфредо Бінда, італійський велогонщик (*1902)
22 липня — Ужвій Наталія Михайлівна, українська радянська акторка (*1898)
22 липня — Ауреліан Андрееску, румунський співак легкої музики (*1942)
22 липня — Еде Сталь, голландський вчитель англійської мови, співак і поет (*1941)
22 липня — Ларс Ліндгрен, шведський інженер (*1926)
22 липня — Махуа Рой Чоудхурі, індійська акторка бангладешського кіно (*1958)
23 липня — Адольфо Балонч'єрі, італійський футболіст, тренер (*1897)
23 липня — Софія В.Д., індонезійська акторка, режисерка, продюсерка і письменниця (*1924)
24 липня — Фріц Альберт Ліпман, німецько-американський біохімік, Нобелівська премія з фізіології або медицини 1953 (*1899)
24 липня — Цурута Йосіюкі, японський плавець (*1903)
24 липня — Кудрат Уллах Сахаб, пакистанський письменник мовою урду (*1917)
24 липня — Фернан Пуйон, французький архітектор і містобудівник (*1912)
25 липня — Вінсент Міннеллі, американський режисер театру та кіно, батько акторки та співачки Лайзи Міннеллі (*1903)
26 липня — Аверелл Гарріман, американський політик-демократ, підприємець та дипломат (*1891)
26 липня — Домінік Мбонюмута, руандійський політик, тимчасовий перший президент Руанди в 1961 р. (*1921)
26 липня — Садик Шенділ, турецький сценарист і письменник (*1913)
26 липня — Сукарно М. Нур, індонезійський актор (*1931)
26 липня — Тран Ван Чуонг, в'єтнамський юрист і політик (*1898)
28 липня — Едмунд Колановський, польський серійний вбивця, некрофіл (*1947)
28 липня (пропала безвісти) — Сьюзі Лемплу, британська агентка з нерухомості (*1961)
29 липня — Вернер Пінцнер, німецький найманий вбивця (*1947)
29 липня — Ден Цзясянь, китайський фізик-теоретик, фізик-ядерник (*1924)
30 липня — Камара Каскудо, бразильський історик, соціолог, музикознавець, антрополог, етнограф, фольклорист, поет, викладач, юрист, журналіст і письменник (*1898)
31 липня — Іустин (Моїсеску), єпископ Православної церкви Румунії, Патріарх Румунський (*1910)
31 липня — Сугіхара Тіуне, японський дипломат, праведник народів світу (*1900)
31 липня — Тедді Вілсон, американський джазовий піаніст (*1912)

## Серпень

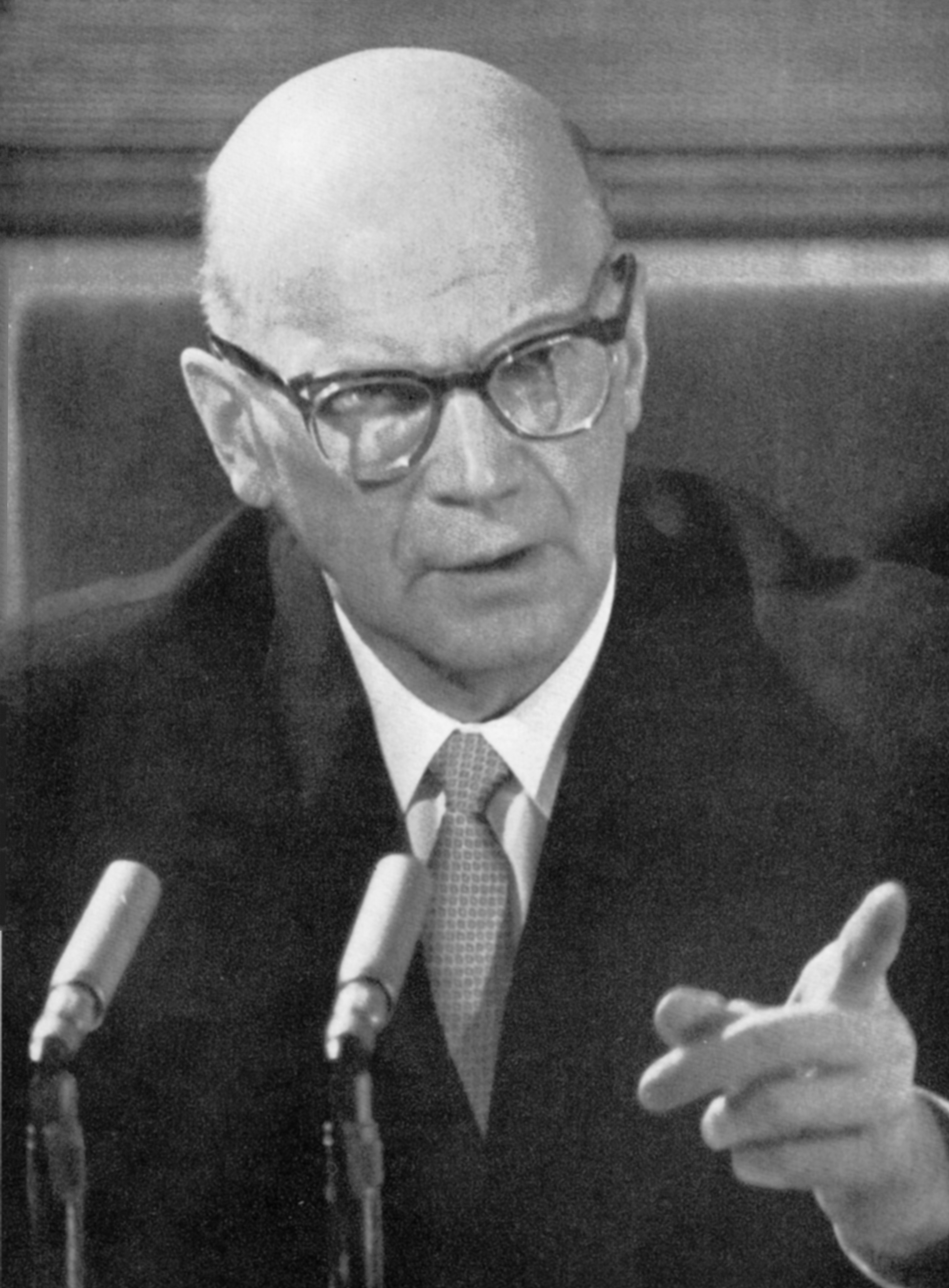
Урго Кекконен
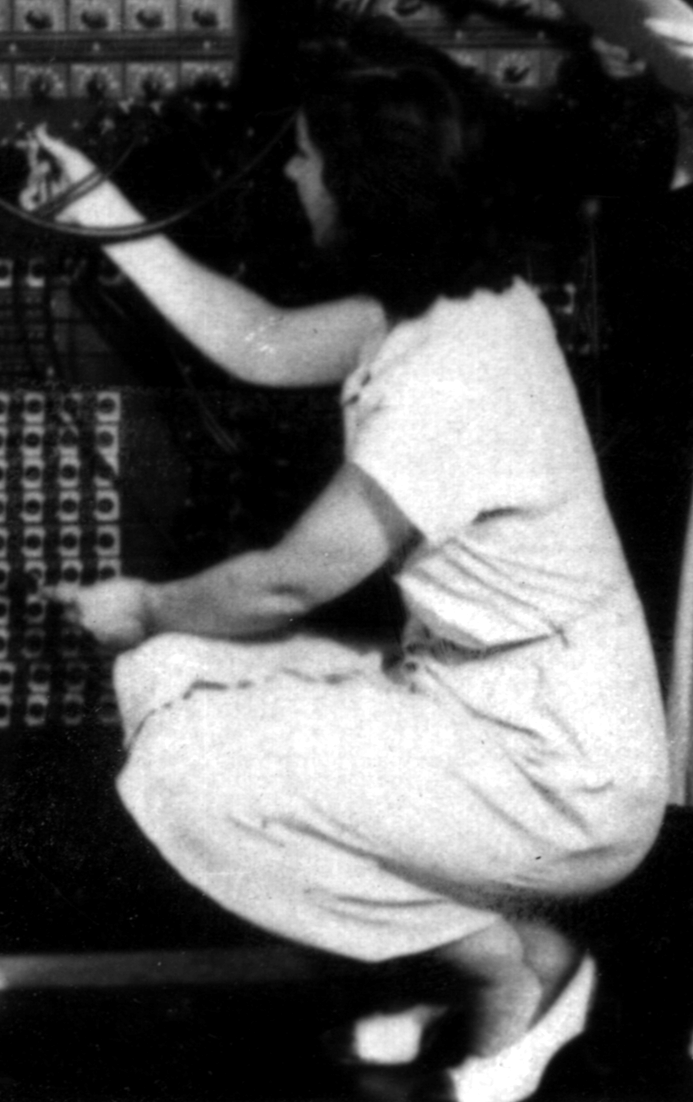
Рут Тейтельбаум
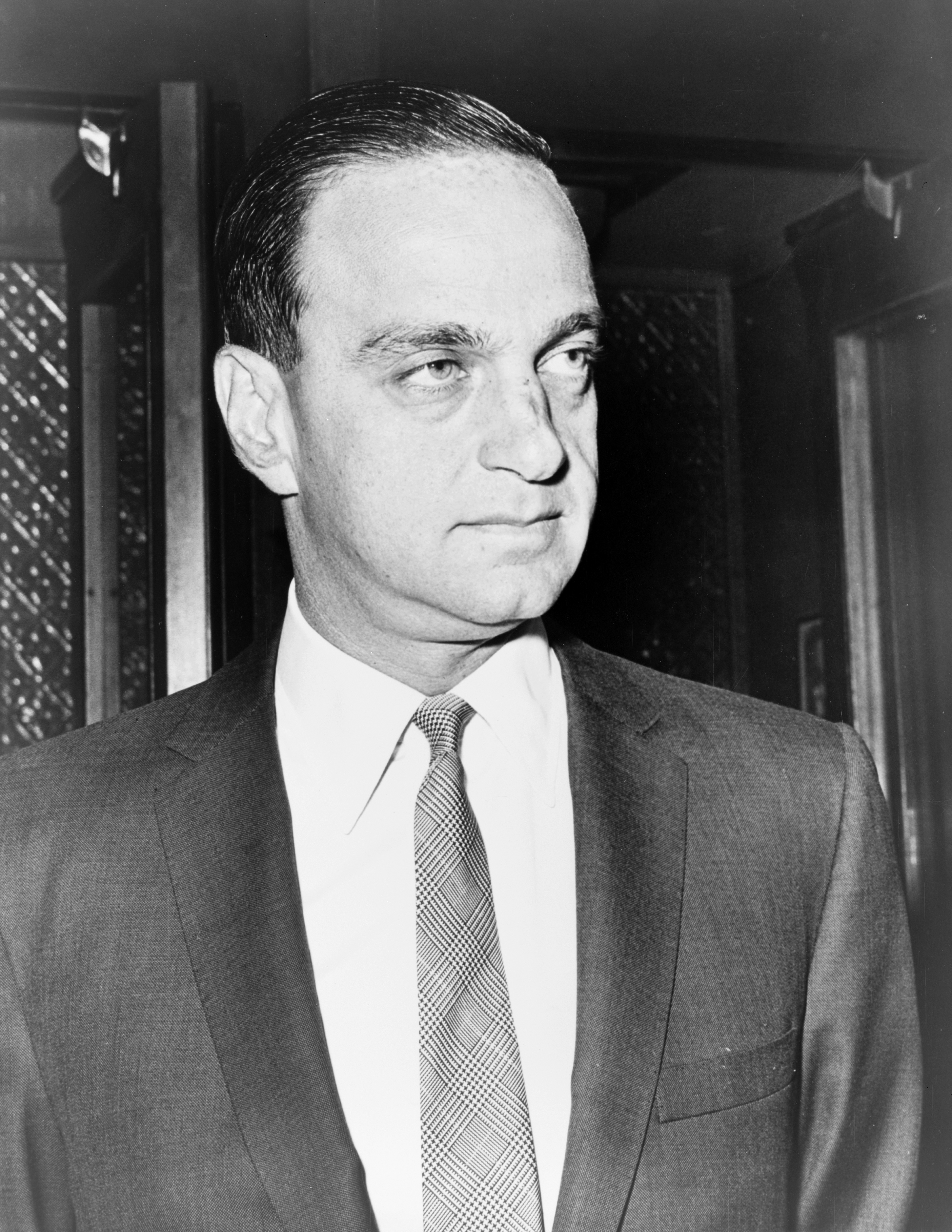
Рой Кон
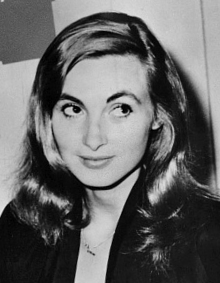
Паола Морі

1 серпня — Віллем Кляйн, нідерландський математичний вундеркінд (*1912)
1 серпня — Ігнатій Джозеф Касімо Гендровайоно, індонезійський політик, один із піонерів незалежності Індонезії (*1900)
1 серпня — Юсуф Панглайкім, індонезійський економіст, викладач, письменник, бізнесмен (*1922)
2 серпня — Рой Кон, американський політик, консервативний юрист, який здобув популярність під час Маккартизму (*1927)
2 серпня — Шакті Прасад, індійський актор (*1928)
3 серпня — Берил Маркем, кенійська авіаторка британського походження, авантюристка, тренерка скакових коней і письменниця (*1902)
3 серпня — Хакім Сібгат Тазієвич, радянський татарський поет, учасник Німецько-радянської війна (*1911)
3 серпня — Поль де Гроот, нідерландський політик (*1899)
4 серпня — Віллем Руїс, нідерландський телеведучий (*1945)
5 серпня — Хімзо Половіна, боснійський співак і автор пісень (*1927)
6 серпня — Еміліо Фернандес, мексиканський актор, кінорежисер і сценарист (*1904)
6 серпня — Беппе Вольгерс, шведський актор, письменник, композитор і режисер (*1928)
7 серпня — Ладислав Хоєр, чеський садист, серійний вбивця та людожер (*1958)
9 серпня — Рут Тейтельбаум, американська програмістка, одна з розробниць першого у світі програмованого комп'ютера ENIAC, одна з перших комп'ютерних програмістів у світі (*1924)
10 серпня — Чак Маккінлі, американський тенісист (*1941)
10 серпня — Арун Шрідхар Вайдя, генерал індійської армії (*1926)
10 серпня — Доброслава Міодович-Вольф, польська альпіністка та етнографиня (*1953)
11 серпня — Гайнц Штрель, німецький футболіст (*1938)
12 серпня — Кіоко Окада, японська акторка (*1958)
12 серпня — Паола Морі, італійська актриса та аристократка, третя дружина Орсона Уеллса (*1928)
13 серпня — Адріан Вірулі, голландський льотчик, письменник і англійський моряк (*1905)
13 серпня — Марія Есколастика да Консейсао Назаре (Mãe Menininha do Gantois), бразильська духовна лідерка (*1894)
13 серпня — Отто Вольф, німецький протестантський теолог і письменник (*1911)
14 серпня — Саїд Мухаммад Абдулла, пакистанський викладач і письменник мовою урду (*1906)
15 серпня — Кім Янг Шин, південнокорейський професійний бейсболіст (*1961)
15 серпня — Сорая Манучехрі, іранська жінка, яка була засуджена до побиття камінням (*1951)
17 серпня — Євстигнєєва Лілія Дмитрівна, радянська акторка театру і кіно, дружина актора Євгена Євстигнєєва (*1937)
17 серпня — Йозеф Пер, чеський актор, режисер, лялькар, автор театральних п'єс, театральний педагог (*1919)
17 серпня — М.Г. Чакрапані, індійський актор і продюсер тамільської кіноіндустрії (*1911)
19 серпня — Мехр Лал Соні Зіа Фатехабаді, індійський поет і письменник мовою урду (*1913)
19 серпня — Біджан Фазлі, син Реза Фазелі — іранського актора, письменника, ведучого, режисера і політичного активіста проти Ісламської Республіки Іран (*1964)
19 серпня — Герміона Беддлі, англійська акторка театру, кіно та телебачення (*1906)
19 серпня — Роберто Дюваль, бразильський актор (*1913)
20 серпня — Тед Джонс, американський джазовий трубач, корнетист, композитор і аранжувальник (*1923)
20 серпня — Шестопал Матвій Михайлович, український письменник, журналіст, науковець, перекладач, викладач (*1917)
20 серпня — Абдур Рашид Таркабагіш, бангладешський політик та ісламський учений (*1900)
20 серпня — Гауріпрасанна Мазумдер, індійський лірик і письменник, відомий роботою в індійському та бангладешському кіно (*1925)
21 серпня — Агустін Сауто Арана, іспанський футболіст (*1908)
21 серпня — Алешандре О'Ніл, поет португальського сюрреалістичного руху ірландського походження (*1924)
21 серпня — Хаїм Ліван, ізраїльський політик і громадський діяч (*1899)
22 серпня — Махмуд Джеляль Баяр, президент Туреччини з 1950 по 1960 р., прем'єр-міністр Туреччини з 1937 по 1939 р. (*1883)
22 серпня — Собха Сінгх, індійський художник (*1901)
23 серпня — Кузнецов Михайло Артемович, російський актор (*1918)
23 серпня — Вітольд Новацький, польський фахівець у галузі будівельної механіки, теорії пружності і термопружності, професор (*1911)
26 серпня — Тед Найт, американський актор (*1923)
29 серпня — Зарицька Катерина Миронівна, українська військова та політична діячка ОУН (*1914)
29 серпня — Лу Шицзя, китайська фізикиня у галузі динаміки рідин (*1911)
29 серпня — Чжоу Чжироу, генерал армії Республіки Китай (*1899)
30 серпня — Пан Бадір, єгипетський письменник, режисер і драматург (*1915)
31 серпня — Генрі Спенсер Мур, британський художник та скульптор (*1898)
31 серпня — Урго Кекконен, президент Фінляндії (1956—1982) (*1900)
31 серпня — Хорхе Алессандрі Родрігес, президент Чилі (1958—1964) (*1896)
31 серпня — Гоффредо Парізе, італійський письменник, журналіст, сценарист і поет (*1929)
31 серпня — Честмір Ржанда, чеський актор і театральний режисер (*1923)

## Вересень

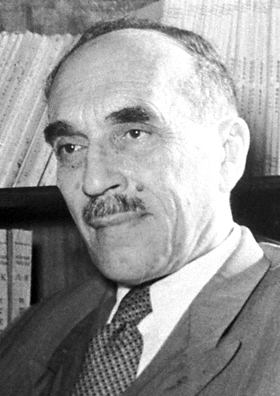
Микола Семенов
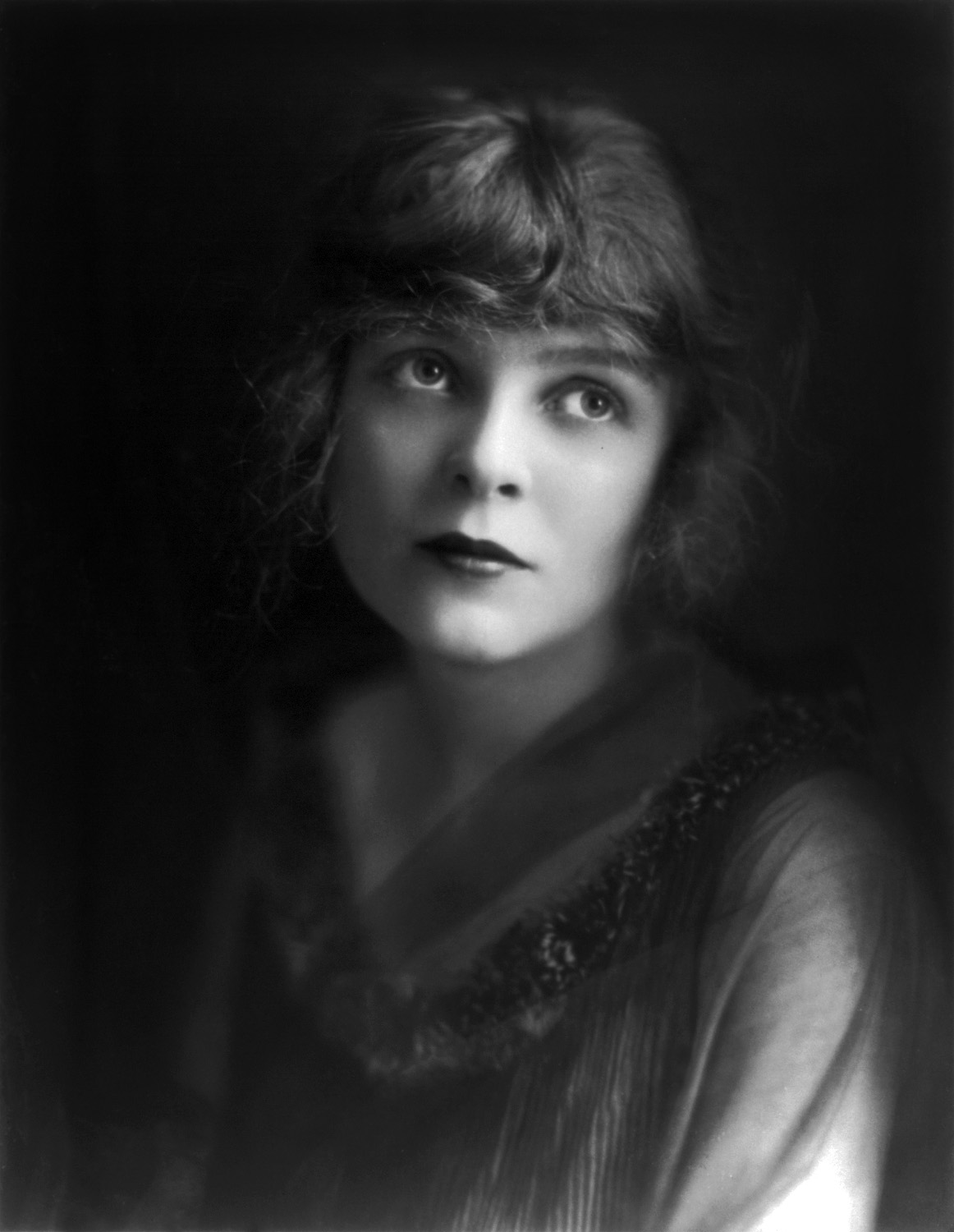
Бланш Світ
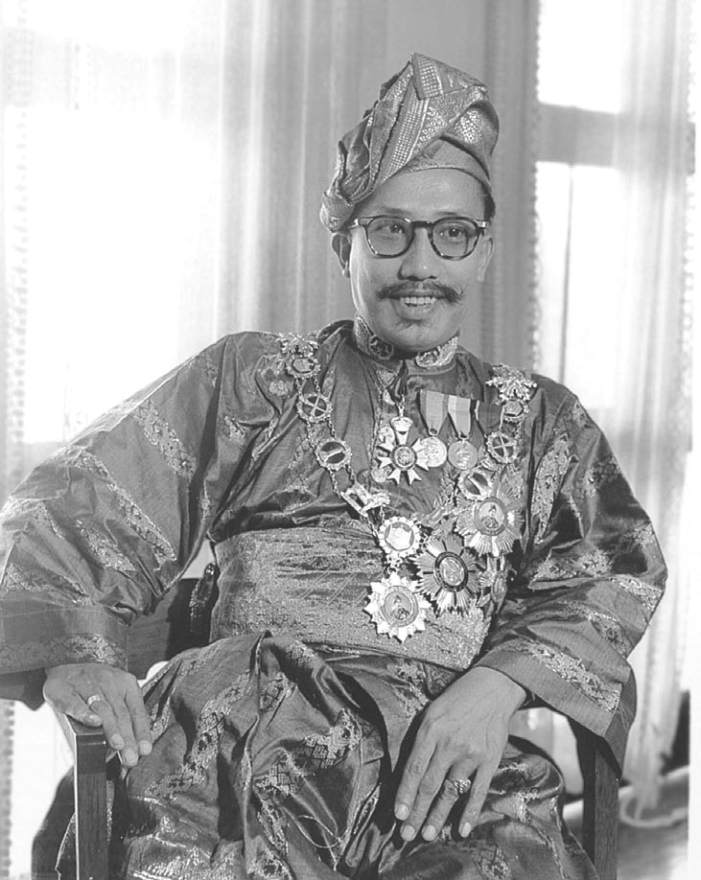
султан Омар Алі Сайфуддін III
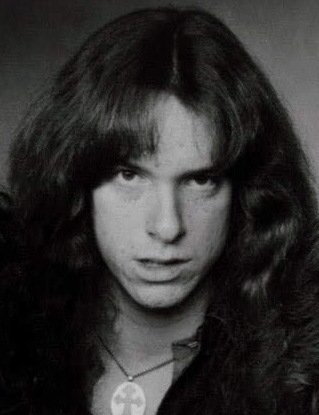
Кліфф Бертон

1 вересня — Мюррей Гамільтон, американський актор (*1923)
2 вересня — Махмуд Каве, іранський військовик, один із командувачів Корпусу вартових Ісламської революції під час ірано-іракської війни (*1961)
3 вересня — Віргіліуш Гринь, польський актор (*1928)
4 вересня — Отто Глорія, бразильський футболіст та футбольний тренер (*1917)
4 вересня — Хенк Грінберг, американський професійний бейсболіст (*1911)
5 вересня — Нірджа Бганот, індійська стюардеса (*1963)
5 вересня — Шофукутей Мацуцуру, японський виконавець ракуго (*1918)
6 вересня — Бланш Світ, американська акторка німого кіно, театру та телебачення, піонерка кіноіндустрії (*1896)
6 вересня — Кожевников Олексій Олександрович, радянський російський актор (*1933)
7 вересня — Омар Алі Сайфуддін III, султан Брунею (1950—1967) (*1914)
8 вересня — Іцхак Єдідья Франкель, головний рабин і голова старійшин судів у Тель-Авіві-Яффо (*1913)
9 вересня — Ши Янзі, гонконгський актор кантонської опери (*1920)
10 вересня — Пеппер Адамс, американський джазовий саксофоніст (*1930)
10 вересня — Долорес Гонсалес Катаран, баскська злочинниця, член і лідер Euskadi Ta Askatasuna (*1954)
10 вересня — Іван Стево Краячич, учасник Громадянської війни в Іспанії та Другої світової війни в Югославії, громадсько-політичний діяч СФРЮ та СР Хорватії, народний герой Югославії (*1906)
11 вересня — Панайотіс Канеллопулос, грецький науковець, філософ, політик, двічі прем'єр-міністр Греції (1945 і 1967) (*1902)
12 вересня — Жак-Анрі Лартіг, французький художник і фотограф (*1894)
12 вересня — Герхард Ролфс, німецький лінгвіст (*1892)
12 вересня — Ернст Хаас, австро-американський фотожурналіст і фотограф (*1921)
12 вересня — Манджула, індійська акторка, яка знімалася переважно у фільмах мовами каннада (*1954)
12 вересня — Фікр Таунсві, пакистанський поет мовою урду (*1918)
15 вересня — Ярослав Бургр, чехословацький футболіст (*1906)
15 вересня — Вірджинія Грегг, американська акторка (*1916)
17 вересня — Пет Фенікс, англійська актриса, одна із перших секс-символів британського телебачення (*1923)
17 вересня — Хунг Лан, в'єтнамський музикант (*1922)
20 вересня — Томіякі Хідака, японський співак (*1950)
21 вересня — Джон Кук, американський легкоатлет, який спеціалізувався в штовханні ядра та метанні списа (*1905)
23 вересня — Максимова Олена Олександрівна, радянська кіноактриса (*1905)
23 вересня — Домінго Морено Хіменес, домініканський письменник (*1894)
23 вересня — Ши Цзюе, генерал армії Китайської Республіки та політик (*1908)
24 вересня — Толкачов Адольф Георгійович, радянський інженер, агент ЦРУ (*1927)
24 вересня — Камер Садик, турецький кіноактор вірменського походження (*1911)
25 вересня — Семенов Микола Миколайович, радянський хіміко-фізик, один з основоположників хімічної фізики, Нобелівська премія з хімії 1956 (*1896)
26 вересня — Терада Нобору, японський плавець (*1917)
27 вересня — Єва Рутткаї, угорська акторка, телеведуча (*1927)
27 вересня — Кліфф Бертон, американський музикант, бас-гітарист гурту Metallica (*1962)
27 вересня — Джессі Іден, британська профспілкова лідерка і комуністична активістка (*1902)
28 вересня — Ева Шельбурґ-Зарембіна, польська письменниця, поетеса та сценаристка, громадська діячка (*1899)
28 вересня — Роберт Хелпманн, австралійський артист балету, актор, режисер і хореограф (*1909)
29 вересня — Гельмут Квальтінгер, австрійський актор, письменник, артист кабаре та декламатор (*1928)
29 вересня — Моестопо, індонезійський дантист, борець за свободу та педагог, національний герой Індонезії (*1913)
30 вересня — Ніколас Калдор, англійський економіст угорсько-єврейського походження (*1908)
30 вересня — Сджам Камарузаман, індонезійський політик (*1924)
30 вересня — Франц Бурда, німецький видавець, засновник видавництва Burda та націонал-соціаліст (*1903)

## Жовтень

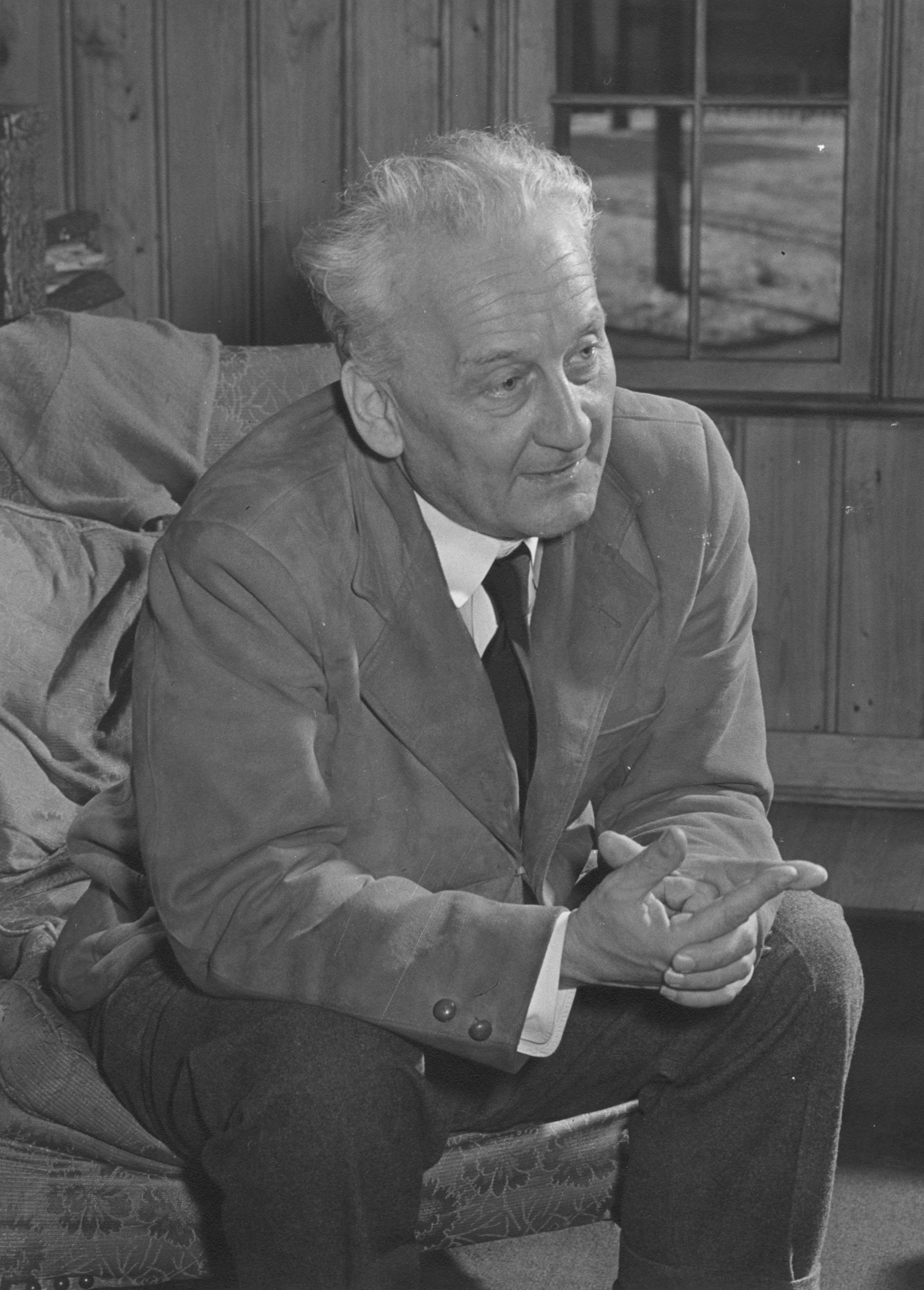
Альберт Сент-Дьйорді
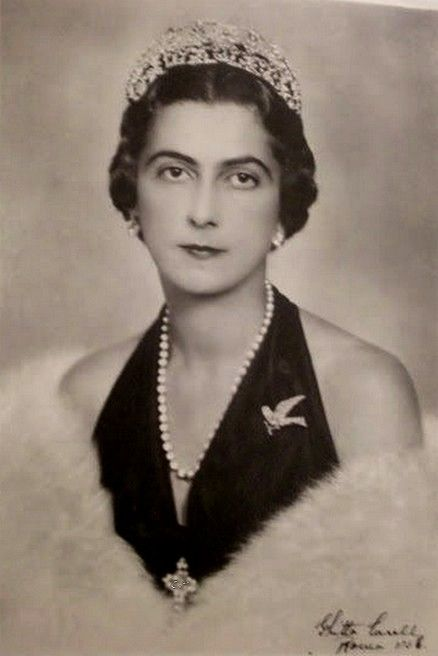
принцеса Іоланда Савойська
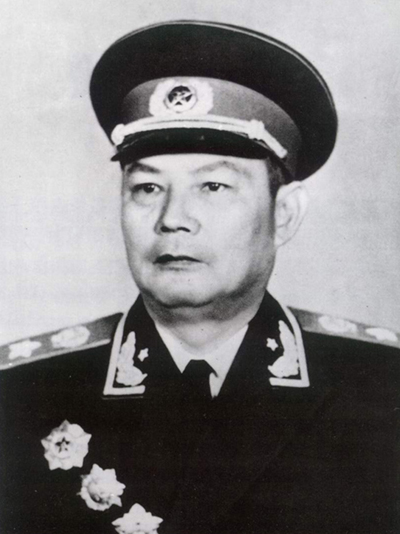
Є Цзяньїн
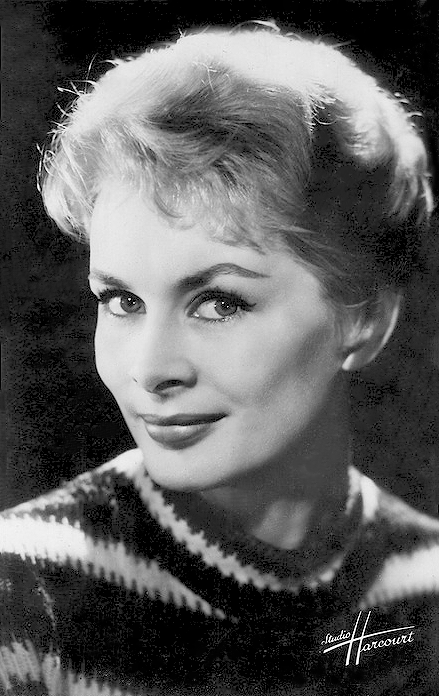
Жаклін Юе

1 жовтня — Барбара Садовська, польська поетеса (*1940)
1 жовтня — Дражен Річл, югославський музикант (*1962)
1 жовтня — Пак Гіл-ра, південнокорейська актриса та співачка (*1964)
3 жовтня — Данило Лекіч, борець проти фашизму в Іспанії, один із лідерів повстання в Сербії та боротьби югославів під час Другої світової війни, народний герой Югославії; після війни був генерал-лейтенантом ЮНА та дипломатом СФРЮ (*1913)
3 жовтня — Хань Сяньчу, генерал-засновник Китайської народно-визвольної армії (*1913)
4 жовтня — Сарла Деві, індійська активістка незалежності, феміністка, громадська діячка, політикиня і письменниця (*1904)
5 жовтня — Гал Б. Волліс, американський кінопродюсер (*1898)
5 жовтня — Джеймс Вілкінсон, британський вчений у галузі обчислювальної математики, на межі прикладної математики і інформатики (*1919)
6 жовтня — Токаєв Кемель Токайович, радянський письменник і редактор, батько другого президента Казахстану Касим-Жомарта Токаєва (*1923)
7 жовтня — Лю Бочен, китайський військовик, маршал Китайської Народної Республіки (*1892)
7 жовтня — Собхі Аль-Салех, ліванський сунітський релігійний учений (*1926)
8 жовтня — Тамура Меґуму, японський футболіст (*1927)
8 жовтня — Жаклін Юе, французька актриса, співачка і телеведуча (*1929)
8 жовтня — Роберт Берделла, американський серійний вбивця (*1949)
8 жовтня — Шаді Абдель Салам, єгипетський режисер (*1930)
9 жовтня — Гаральд Рейнль, австрійський кінорежисер (*1908)
9 жовтня — Харджиндер Сінгх Джінда, сикхський бойовик (*1961)
10 жовтня — Антоніо Ді Бенедетто, аргентинський письменник, журналіст і вчитель (*1922)
11 жовтня — Анджей Шалявський, польський актор (*1911)
11 жовтня — Жорж Дюмезіль, французький етнограф та лінгвіст, дослідник кавказьких мов, член Французької академії (*1898)
14 жовтня — Кінан Вінн, американський актор (*1916)
15 жовтня — Жаклін Рок, муза і друга дружина Пабло Пікасо (*1926)
15 жовтня — Крістін Вттеваолл ван Стотвеген, нідерландська політикиня (*1901)
16 жовтня — Артюр Грюмьо, бельгійський скрипаль і музичний педагог (*1921)
16 жовтня — Іоланда Маргарита Савойська, італійська принцеса з Савойської династії, донька короля Італії Віктора Емануїла III та чорногорської принцеси Єлени Чорногорської (*1901)
16 жовтня — Сандро Пуппо, італійський футболіст, тренер (*1918)
18 жовтня — У Хуоші, тайванський підприємець (*1919)
19 жовтня — Самора Машел, мозамбікський політик і революціонер, перший президент Мозамбіку від 1975 р. (*1933)
19 жовтня — Карло Буліч, хорватський югославський актор (*1910)
19 жовтня — Коттараккара Срідхаран Наір, індійський актор (*1922)
19 жовтня — Мануїл Марутян, вірменський актор, драматург, поет і мемуарист (*1901)
19 жовтня — Ніязі Мустафа, єгипетський режисер і письменник (*1911)
19 жовтня — Олдріх Липський, чеський режисер і сценарист (*1924)
21 жовтня — Авґуста Луїза Гольц, німецько-американська супердовгожителька (*1871)
21 жовтня — Теодор Буссе, німецький воєначальник, генерал від інфантерії Вермахту, учасник Першої та Другої світових воєн, воєнний історик та мемуарист (*1897)
21 жовтня — Сіддик Акчатепе, турецький актор (*1902)
21 жовтня — Тоттемпуді Крішна, індійський кінорежисер і сценарист, який працював у кіно телугу (*1950)
22 жовтня — Альберт Сент-Дьйорді, американський біохімік угорського походження, Нобелівська премія з фізіології або медицини 1937 (*1893)
22 жовтня — Є Цзяньїн, китайський військовик і політик, маршал КНР, глава держави з 1978 по 1983 р. (*1897)
23 жовтня — Едвард Адельберт Дойзі, американський біохімік, лауреат Нобелівської премії з фізіології або медицини 1943 (*1893)
24 жовтня — Еуженіо Ґудін, бразильський ліберальний економіст, міністр фінансів (*1886)
24 жовтня — Начо Лопес, мексиканський фотограф (*1923)
25 жовтня — Форрест Такер, американський актор (*1919)
26 жовтня — Джексон Шольц, американський легкоатлет, який спеціалізувався в бігу на короткі дистанції (*1897)
27 жовтня — Кендзі Осано, японський бізнесмен (*1917)
28 жовтня — Джон Брейн, англійський письменник (*1922)
28 жовтня — Марга Кломпе, нідерландська політикиня (*1912)
29 жовтня — Абель Мееропол, американський автор пісень і поет (*1903)
31 жовтня — Роберт Сандерсон Маллікен, американський фізико-хімік, Нобелівська премія з хімії 1966 (*1896)

## Листопад

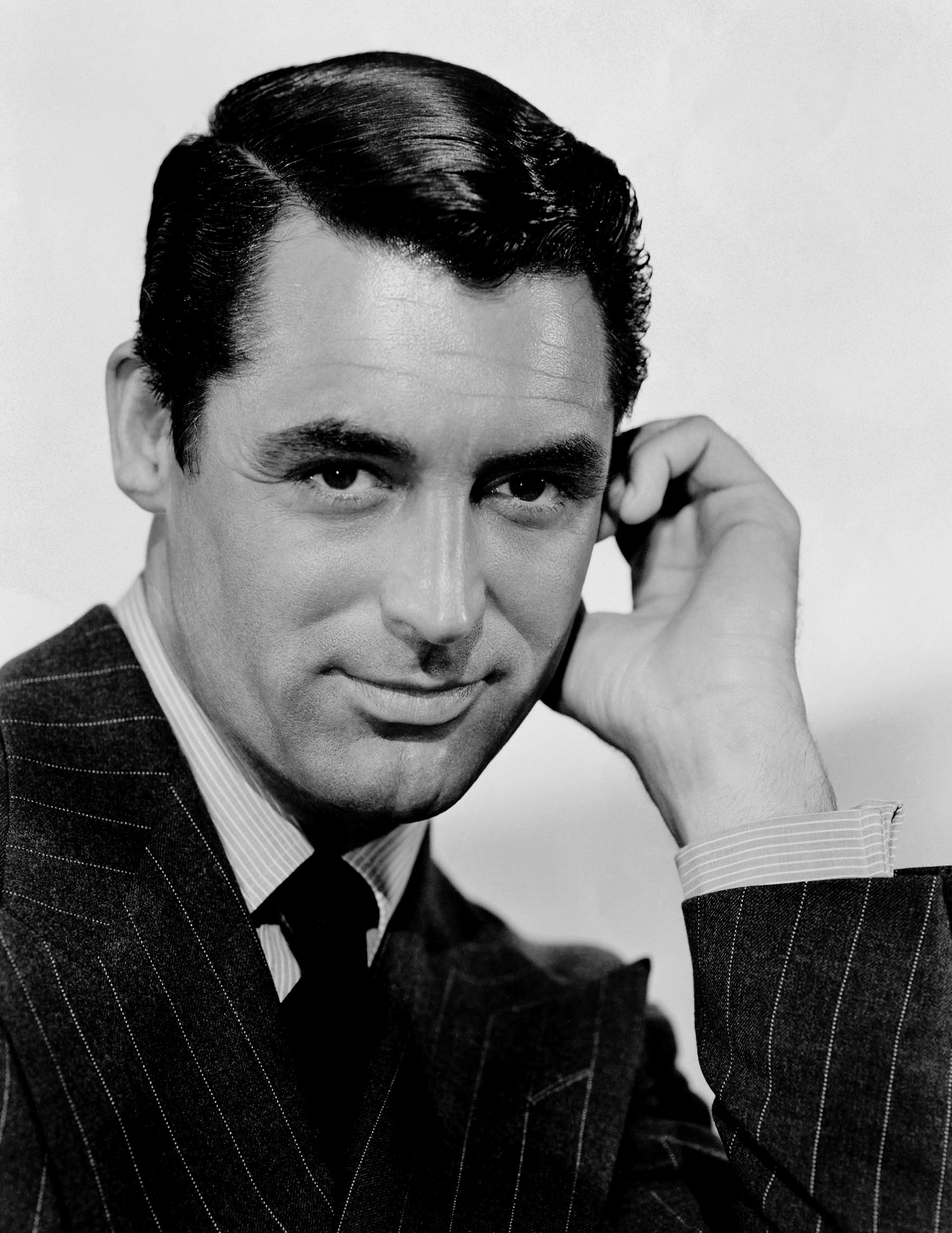
Кері Ґрант
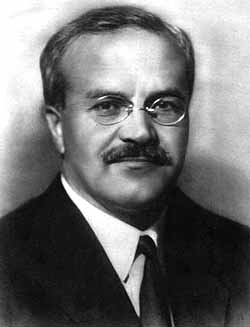
В'ячеслав Молотов

1 листопада — Мечислав Мочар, польський комуністичний політик і державний діяч (*1913)
1 листопада — П'єр Репп, французький комік і актор (*1909)
1 листопада — Со Йон Чон, південнокорейський комік (*1928)
2 листопада — Хмелюк Василь Михайлович, український художник-постімпресіоніст і поет (*1903)
2 листопада — Пол Фріз, американський актор, комік, імпресіоніст і водевіліст (*1920)
4 листопада — Кім Чон Чхоль, південнокорейський політик (*1920)
5 листопада — Бібіков Борис Володимирович, радянський російський актор театру і кіно, театральний режисер, театральний педагог (*1900)
5 листопада — Клод Ютра, квебекський кінорежисер (*1930)
6 листопада — Лілі Краус, піаністка угорського походження (*1903)
8 листопада — Молотов В'ячеслав Михайлович, радянський партійний та державний діяч, голова Ради народних комісарів СРСР в 1930—1941 роках, нарком і міністр закордонних справ (1939—1949, 1953—1956) (*1890)
9 листопада — Генк Расселл, американський легкоатлет, який спеціалізувався в бігу на короткі дистанції (*1904)
10 листопада — Леона Вудс, американська фізикиня, яка брала участь у створенні першого ядерного реактора та першої атомної бомби (*1919)
10 листопада — Любомир Магаш, сербський злочинець, один із найвідоміших діячів югославської організованої злочинності (*1948)
11 листопада — Імао Хірано, японський поет і літературознавець (*1900)
11 листопада — Роджер С. Кармел, американський актор (*1932)
12 листопада — Еріх Кох, німецький державний діяч, вищий партійний функціонер НСДАП та засуджений воєнний злочинець; у 1942—1944 рр. обіймав посаду райхскомісара України (*1896)
12 листопада — Б.П. Сінха, головний суддя Індії (1959—1964) (*1899)
12 листопада — Тошіо Сімао, японський письменник (*1917)
13 листопада — Рудольф Шок, німецький тенор (*1915)
13 листопада — Тьєррі Ле Люрон, французький гуморист, пародист, актор і співак (*1952)
14 листопада — Фердинанд Даучик, словацький та чехословацький футболіст, що грав на позиції захисника (*1910)
14 листопада — Фуміко Енчі, японська письменниця (*1905)
15 листопада — Олександр Тансман, польсько-французький композитор, піаніст і педагог (*1897)
16 листопада — Наср ад-Дін Тубар, єгипетський читач Корану та релігійний декламатор (*1920)
16 листопада — Шівон Маккенна, ірландська акторка (*1922)
17 листопада — Кенігсон Володимир Володимирович, радянський актор театру і кіно (*1907)
17 листопада — Жорж Бесс, французький бізнесмен (*1927)
17 листопада — Ладка Коздеркова, чеська співачка та актриса (*1949)
17 листопада — Хайме Рамірес Гомес, колумбійський поліцейський (*1939)
18 листопада — Джія Каранджі, американська топ-модель, вважається першою супермоделлю у світі (*1960)
19 листопада — Коста Надь, югославський військовий діяч, народний герой Югославії (*1911)
19 листопада — Хелле Крафтс, данська стюардеса, жертва резонансного вбивства (*1947)
20 листопада — Арне Берлінг, шведський математик (*1905)
20 листопада — Балендін Енбейта, баскський берцоларі (співак імпровізованих віршів) і письменник (*1906)
22 листопада — Скетмен Крозерс, американський актор і музикант (*1910)
23 листопада — Масумура Ясудзо, японський кінорежисер (*1924)
24 листопада — Дік Шеффер, нідерландський актор (*1929)
24 листопада — Пер-Улоф Сірен, фінський актор (*1923)
25 листопада — Ахатов Габдулхай Хурамович, радянський філолог, лінгвіст-тюрколог, сходознавець (*1927)
26 листопада — Мері Велш Гемінґвей, американська журналістка та письменниця, четверта дружина і вдова Ернеста Гемінґвея (*1908)
26 листопада — Бетіко Кроес, арубський політик (*1938)
27 листопада — Геза Радваньї, угорський режисер, продюсер та письменник (*1907)
27 листопада — Зофія Гомулкова, польська комуністична діячка, дружина генерального секретаря ЦК ПОРП Владислава Гомулки (*1902)
27 листопада — Стів Трейсі, американський актор єврейського походження (*1952)
29 листопада — Кері Ґрант, американський актор англійського походження (*1904)
листопад — Норіо Сузукі, японський дослідник і шукач пригод (*1949)

## Грудень

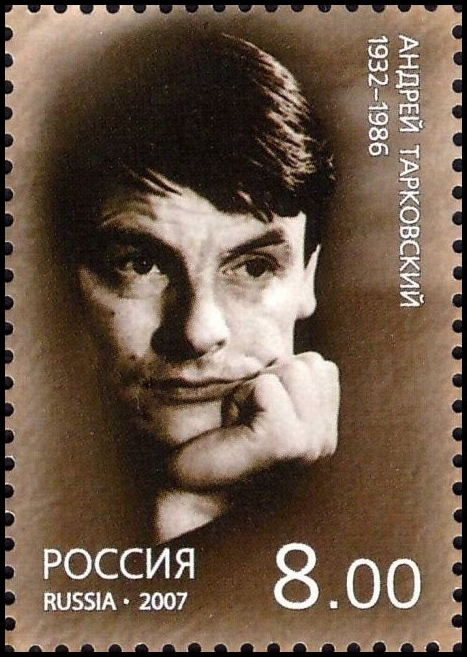
Андрій Тарковський
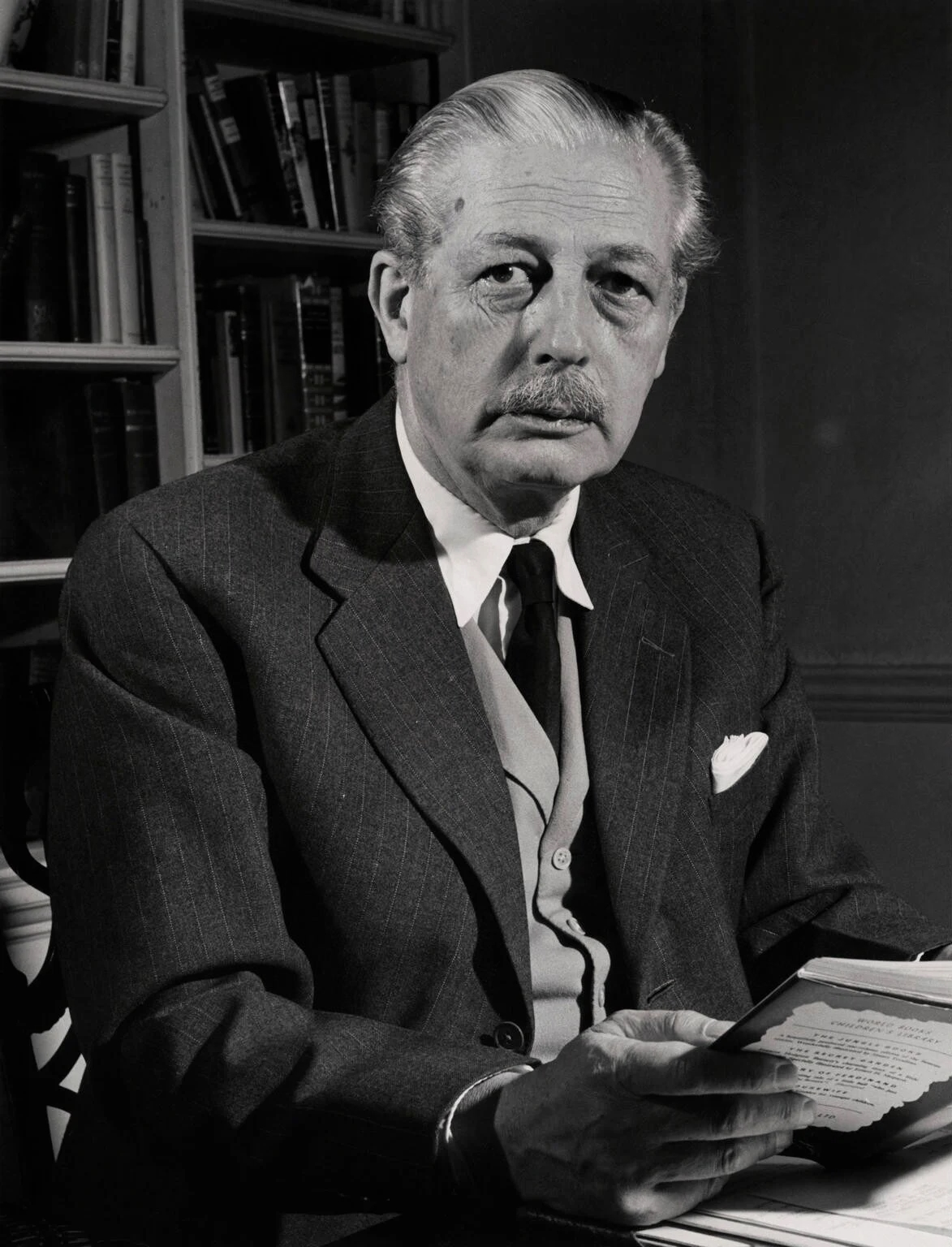
Гарольд Макміллан
Серж Лифар
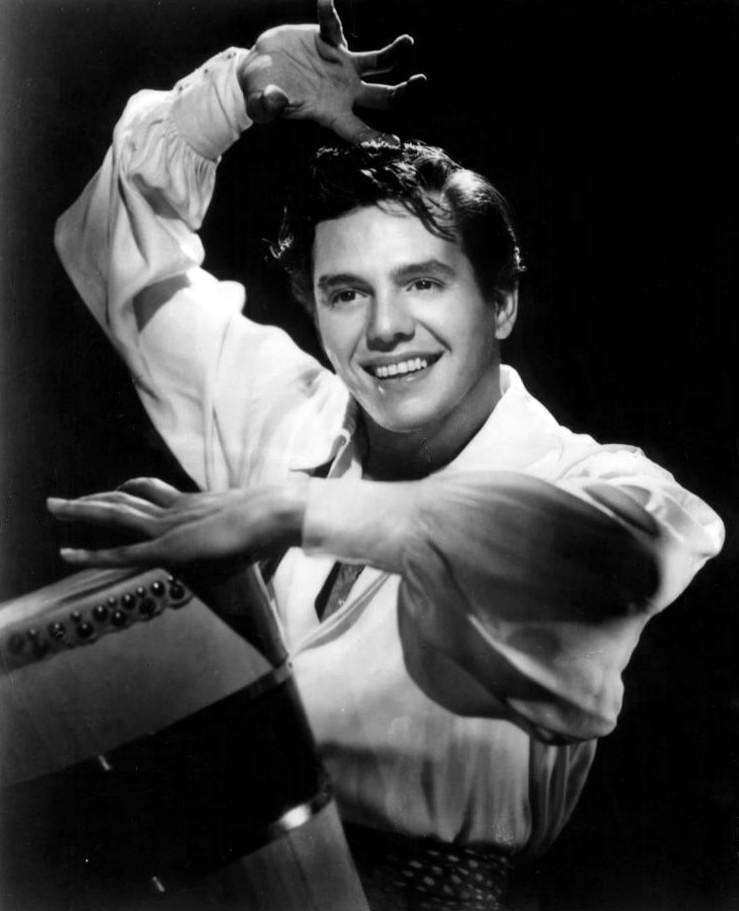
Дезі Арназ

1 грудня — Тимошенко Юрій Трохимович, український радянський актор, артист розмовного жанру, кінорежисер і сценарист (*1919)
1 грудня — Боббі Лейн, американський професійний футболіст (*1926)
1 грудня — Ернест Буркхарт, американський вбивця (*1892)
1 грудня — Лянь Чжендун, політик Китайської Республіки (*1904)
2 грудня — Дезі Арназ, кубинсько-американський актор, музикант, продюсер і лідер групи (*1917)
3 грудня — Ентоні Маскаренхас, пакистанський журналіст і письменник (*1928)
4 грудня — Кампо Еліас Дельгадо, колумбійський убивця (*1934)
5 грудня — Ле Чонг Тан, офіцер Народної армії В'єтнаму (*1914)
5 грудня — Едвард Юде, британський адміністратор, дипломат і синолог, губернатор Гонконгу з 1982 р. (*1924)
5 грудня — Натук Байтан, турецький сценарист, актор і кінорежисер (*1925)
5 грудня — Незахат Таньєрі, турецька акторка (*1917)
7 грудня — Конча Мендес, іспанська письменниця, поетеса, драматургиня і сценаристка (*1898)
8 грудня — Марченко Анатолій Тихонович, радянський письменник, правозахисник, дисидент і політв'язень (*1938)
10 грудня — Бруно Мора, італійський футболіст, тренер (*1937)
10 грудня — Азхар Хасан Заїді, індійсько-пакистанський мусульманський шиїтський учений (*1912)
10 грудня — Сьюзен Кебот, американська акторка (*1927)
11 грудня — Верменич Володимир Миколайович, український композитор, хоровий диригент, педагог (*1925)
12 грудня — Рашид Чоудхурі, бангладешський художник, скульптор, письменник і професор (*1932)
13 грудня — Елла Бейкер, афроамериканська борчиня за громадянські права та права людини (*1903)
13 грудня — Сміта Патіль, індійська акторка (*1955)
13 грудня — Хезер Енджел, британська акторка (*1909)
14 грудня — Антал Паґер, угорський актор (*1899)
14 грудня — Клод Бертран, французький актор (*1919)
14 грудня — Шеріл Араухо, португальсько-американська жінка, жертва резонансного зґвалтування (*1961)
15 грудня — Серж Лифар, французький артист балету, балетмейстер, теоретик танцю, колекціонер та бібліофіл українського походження (*1904/1905)
16 грудня — Гончаренко Олег Георгійович, український радянський ковзаняр (*1931)
16 грудня — Окуєв Шима Хамідович, чеченський письменник (*1937)
17 грудня — Гільєрмо Кано Ісаза, колумбійський журналіст і письменник (*1925)
19 грудня — Клео Вірджинія Ендрюс, американська письменниця (*1923)
20 грудня — Росселла Комо, італійська акторка (*1939)
21 грудня — Дінь Дук Тхіен, в'єтнамський комуністичний військовий і політичний діяч (*1914)
22 грудня — Сардер Джаєнуддін, бангладешський письменник (*1918)
25 грудня — Омраам Міхаель Айванхов, болгарський езотерик (*1900)
26 грудня — Ельза Ланчестер, британська акторка театру, кіно та телебачення (*1902)
26 грудня — Віна Дас, індійська бенгальська революціонерка та націоналістка (*1911)
27 грудня — Ларс-Ерік Ларссон, шведський композитор (*1908)
28 грудня — Джон Д. Макдональд, американський письменник детективного і науково-фантастичного жанру (*1916)
28 грудня — Хуан Кечен, лідер і генерал Робітничо-селянської Червоної армії Китаю та Китайської народно-визвольної армії (*1902)
29 грудня — Гарольд Макміллан, прем'єр-міністр Великої Британії (1957—1963) (*1894)
29 грудня — Тарковський Андрій Арсенійович, радянський актор, кінорежисер і сценарист українського походження (*1932)
29 грудня — Сітарам Лалас, індійський лексикограф і лінгвіст (*1908)
30 грудня — Ільхан Коман, турецький скульптор (*1921)
31 грудня — Ольґерд Терлецький, польський письменник та історик (*1922)
31 грудня — Омар Фатхі, єгипетський співак і актор (*1952)
31 грудня — П'єро К'яра, італійський письменник (*1913)
31 грудня — Радж Нараїн, індійський борець за свободу та політик (*1917)
31 грудня — Цзен Юонон, китайський педагог (*1893)

## Місяць невідомий

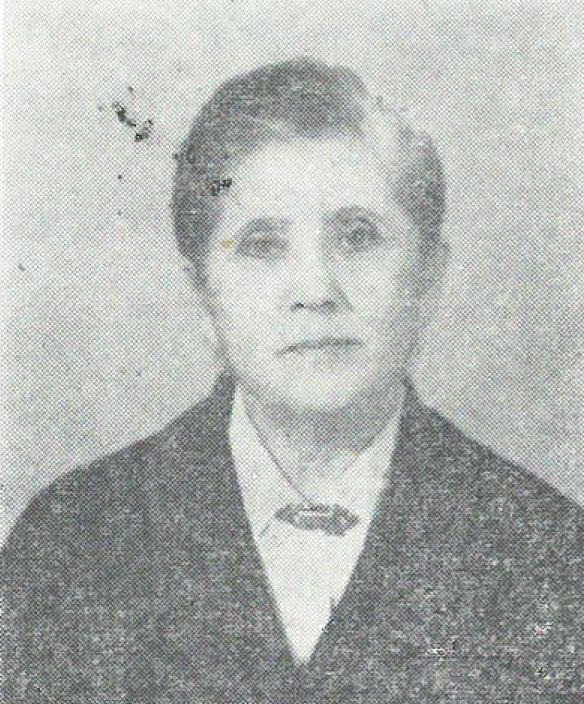
Анбара Салам Аль-Халіді

1986 — Солом'янська Лія Лазарівна, діячка радянського кінематографа, кінодраматургиня, сценаристка, журналістка (*1907)
1986 — Тагір Ях'я, прем'єр-міністр Іраку (1963—1965, 1967—1968) (*1913)
1986 — Чиссов Іван Михайлович, радянський військовий льотчик часів Другої світової війни, відомий тим, що впав з висоти 7000 метрів і залишився живим (*1916)
1986 — А.Н.М. Базлур Рашид, бангладешський педагог і літератор (*1911)
1986 — Абдул Латіф Фатхі, сирійський режисер, актор і письменник (*1916)
1986 — Абдул Рахман Раафат Аль-Баша, йорданський дослідник і письменник (*1920)
1986 — Абдуррахман Шихаб, індонезійський вчений, політик і експерт з тлумачення Корану (муфасір) (*1915)
1986 — Алі Антар, політик НДР Ємен (*1937)
1986 — Анбара Салам Аль-Халіді, ліванська письменниця, перекладачка та активістка (*1897)
1986 — Антоніо Лопес Сьєрра, іспанський кат (*1913)
1986 — Гостха Гопал Дас, бенгальський народний співак (*1948)
1986 — Д.Р. Капрекар, індійський шкільний вчитель, відомий своїм внеском у розважальну математику (*1905)
1986 — Джаганнатх Прасад «Мілінд», індійський поет і драматург мовою гінді (*1907)
1986 — Ібрагім бін Абдул Азіз Аль-Ібрагім, саудівський принц (*1916)
1986 — Махмуд Шахабі Хорасані, іранський філософ, юрист і професор Тегеранського університету (*1903)
1986 — Мірза Ахмад Іспахані, персо-бенгальський бізнесмен (*1898)
1986 — Пілу Почханвала, індійська скульпторка (*1923)
1986 — Салех Аль-Кувейті, кувейтський єврей, музикант (*1908)
1986 — Сіті Оетарі, дружина президента Індонезії Сукарно (*1905)
1986 — Та Куанг Буу, в'єтнамський професор, вчений, політик (*1910)
1986 — Тран Оань, в'єтнамський спортсмен зі стрільби (*1927)
1986 — Хедаятулла Гіланшах, генерал-лейтенант і командувач Імперських повітряних сил Ірану (*1907)
1986 — Хо Дак Дієм, в'єтнамський професор, суддя, політичний діяч (*1899)
1986 — Чень Тянь, тайванська художниця (*1900)
1986 — Юсеф Омар, іракський співак (*1918)